# Valle del Cauca
Valle del Cauca es uno de los treinta y dos departamentos que forman la República de Colombia. Su capital es Cali. Está ubicado en las regiones Andina y del Pacífico. Con 4 923 456 habitantes en 2023, es el segundo departamento más poblado, tras Antioquia y con 208 hab/km², el quinto más densamente poblado, por detrás de San Andrés y Providencia, Atlántico, Quindío y Risaralda.
Tiene bajo su jurisdicción la isla de Malpelo. El Valle del Cauca se constituyó tras la unión de los departamentos de Cali y Buga, los cuales elevaron su solicitud de establecimiento ante el congreso bajo el decreto N.º 340 del 16 de abril de 1910, durante la presidencia de Ramón González Valencia. Se estableció como capital Cali y como primer gobernador fue nombrado Pablo Borrero Ayerbe.

## Toponimia
El nombre del departamento es tomado del valle del río Cauca o Valle alto, entre las cordilleras central y occidental, donde se fundaron las primeras ciudades del departamento.

## Símbolos
El escudo del Valle del Cauca toma la forma francesa en honor a la Francia revolucionaria que inspiró la independencia. Se divide en dos cuarteles; el superior muestra un valle en sinople con su río, montañas en azul al fondo, dos palmas y cinco ciudades en oro. Según el decreto el valle debe distinguirse en el escudo. El río referido es el Cauca, el cual recorre todo el valle; las palmeras significan el clima tropical y las cinco ciudades de oro rinden homenaje a las Ciudades Confederadas del Valle del Cauca. En el cuartel inferior se ubican el puerto de mar de Buenaventura, con su bahía, su muelle y el panorama flotante de Anchicayá. En el mar, un buque de la Flota Nacional.
Como soportes al escudo se encuentra a la izquierda la Bandera de las Ciudades Confederadas, adoptada en 1811, cuyos colores son azul celeste y blanco en franjas horizontales de igual ancho con orlado de plata. A la derecha se ubica un haz de caña de azúcar y un ramo de cafeto, conmemorando las mayores riquezas encontradas en el suelo del departamento. En la parte superior del escudo se encuentra, el sol que significa unidad, gracia, abundancia y riqueza, siendo a la vez un símbolo de libertad y de benevolencia. Y una cinta ondeante en la cual se encuentra escrita con letras de oro la leyenda “3 de julio de 1810 — 1 de mayo de 1910”, como referencia a las fechas en las que se dieron el grito de independencia en la ciudad de Cali y la creación oficial del departamento.

## Historia

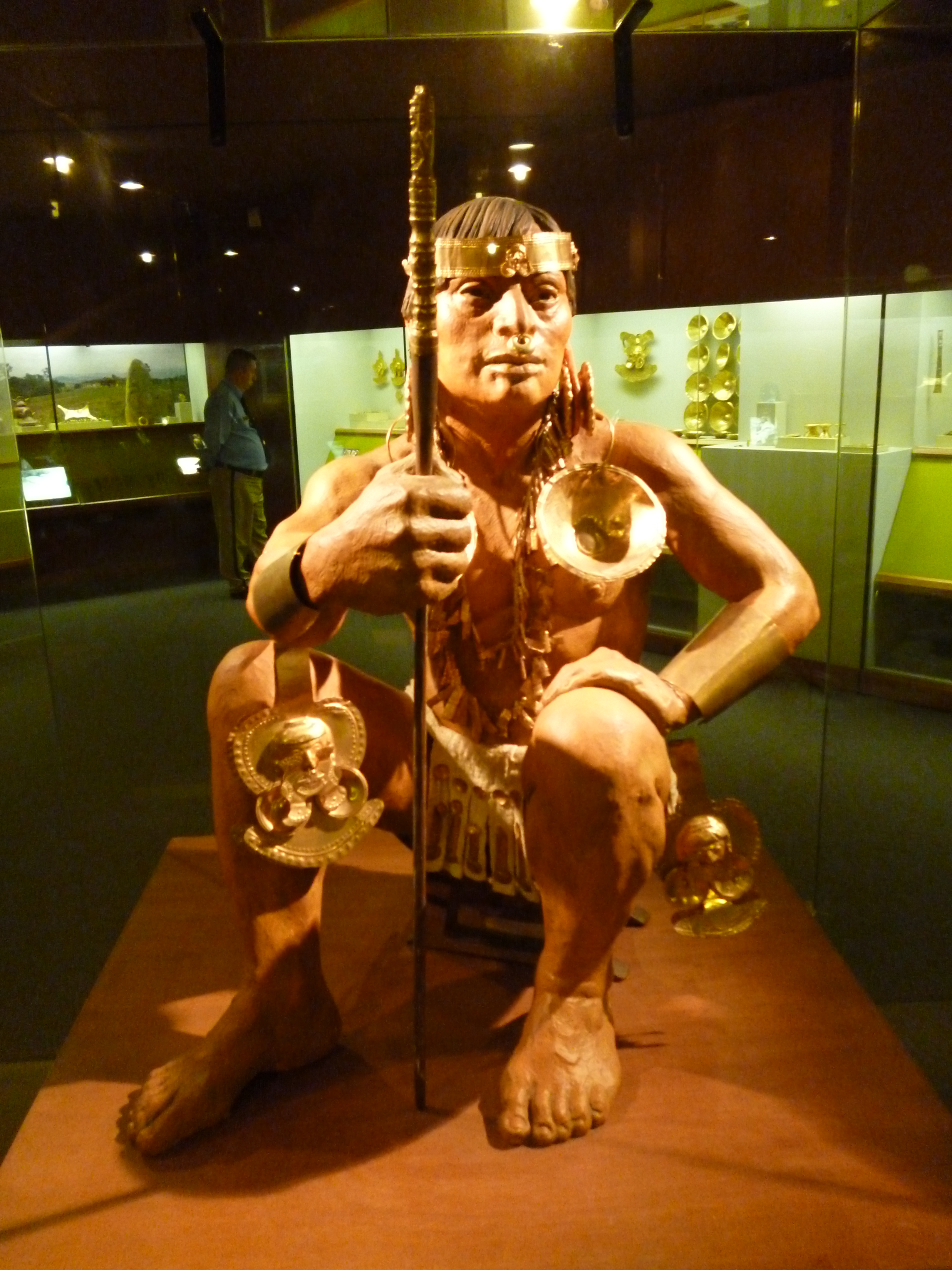
Indígena de la cultura Calima con atuendo de oro. Museo del Oro Calima.

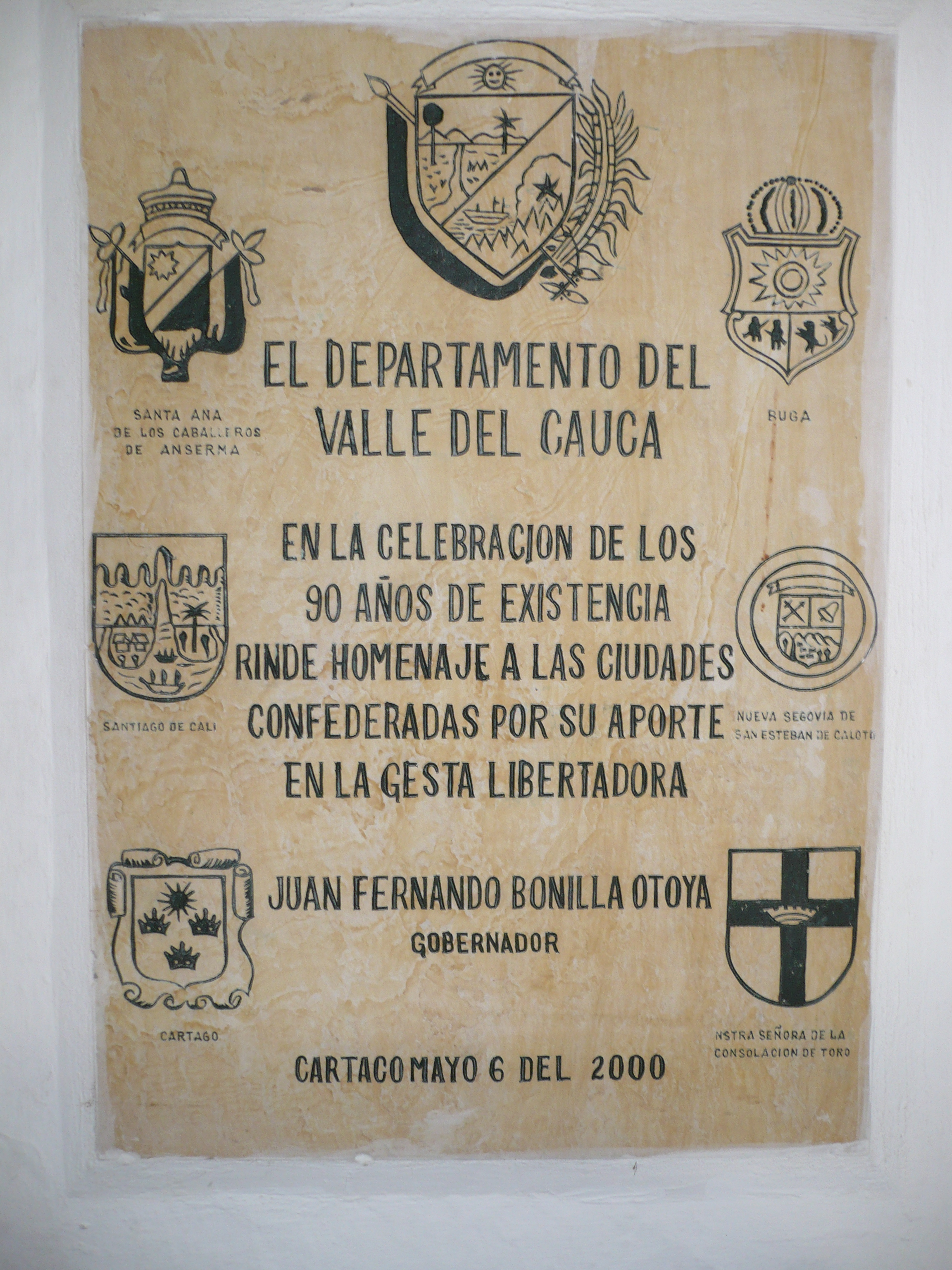
Placa homenaje a las Ciudades Confederadas en la Casa del Virrey en Cartago.

El Valle del Río Cauca estuvo habitado durante la prehistoria por las tribus aborígenes de los "Gorrones", "Petecuy", "Bugas", "Aguales", "Iscuándes", "Noamanes", "Catios", "Calocotos", "Jamundíes", "Lilies", "Quinchas", "Quimbayas" " y "Los Yumbos". Sus integrantes procedían en mayor parte de la familia Caribe, y unos pocos de tribus andinas. Documentos españoles de la época de la colonia afirman que la población de estas tribus se aproximaba al millón.
Las tribus asentadas en el valle basaban sus sociedades en la agricultura, la caza y la pesca; posiblemente no practicaban ningún culto religioso, pues no se tienen documentos históricos que den prueba de ello, además de no tener templos o imágenes que representaran manifestaciones religiosas; aunque en la Cultura Calima que agrupa a varias de esas culturas aborígenes de la época precolombina, su mitología contenía bestias que combinaban varios animales en un solo ser.
Durante la conquista los primeros españoles que llegaron al territorio del actual departamento en el año 1535 fueron Sebastián de Belalcázar, Juan de Ampudia, Pedro de Añasco y Miguel López Muñoz. En 1538 llegaron Lorenzo de Aldana y Juan Badillo; en 1539 llegaría Pascual de Andagoya y Jorge Robledo procedente de Perú de donde pasó a Cali.
En la época de la colonia, en general, el área donde está ubicado el actual departamento del Valle del Cauca, perteneció a la Gobierno de Popayán, Gobernación de Quito y Provincia de Popayán.
Durante la independencia y Primera República, Provincias Unidas de la Nueva Granada de 1811 a 1816, esa área formó parte de las Ciudades Confederadas del Valle del Cauca.
De 1819 a 1831, durante el periodo de la Gran Colombia, formó parte del Departamento del Cauca (Gran Colombia) y a su vez de la subdivisión administrativa Provincia de Popayán con capital: Popayán y con los Cantones: Popayán, Almaguer, Caloto, Cali, Roldanillo, Buga, Palmira, Cartago, Tuluá, Toro y Supía.
Durante la República de la Nueva Granada de 1831 a 1858, en términos generales su territorio formó parte de las provincias del Cauca y Buenaventura.
En 1858 se creó oficialmente el Estado Federal del Cauca, en él estaba incluido Caquetá, Chocó y Pasto. Durante la constitución de 1886 el Estado Federal del Cauca se convirtió en el departamento del Cauca, y en 1910 se separa del departamento del Cauca el territorio donde se establece el departamento del Valle del Cauca con capital en Cali.

## Geografía

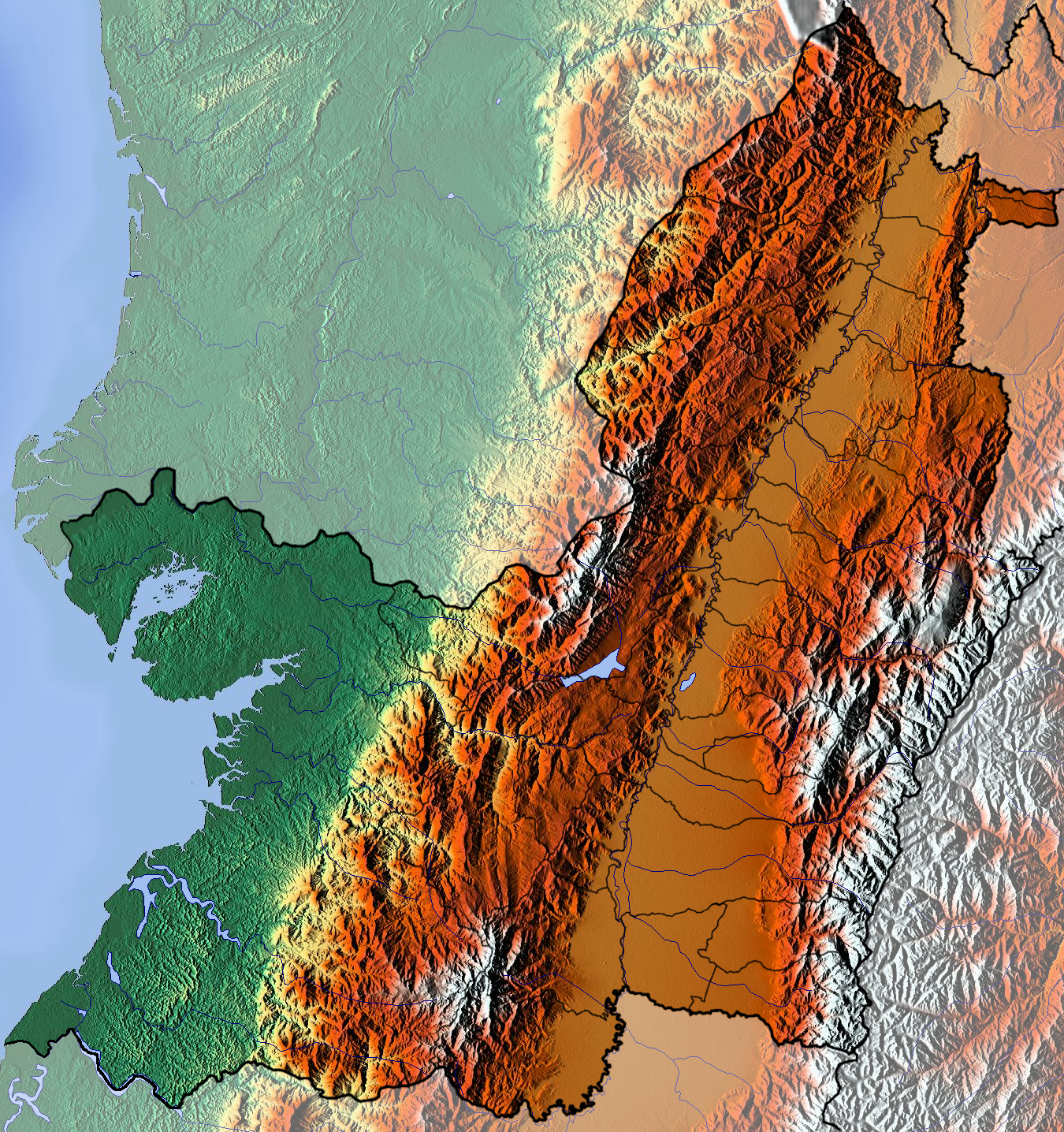
Relieve del Valle del Cauca.

El Valle del Cauca cubre un territorio que va desde la costa del Pacífico y continúa hacia el oriente pasando la Cordillera Occidental, el valle del río Cauca hasta la Cordillera Central, donde alcanza límites con el departamento del Tolima.

### Límites

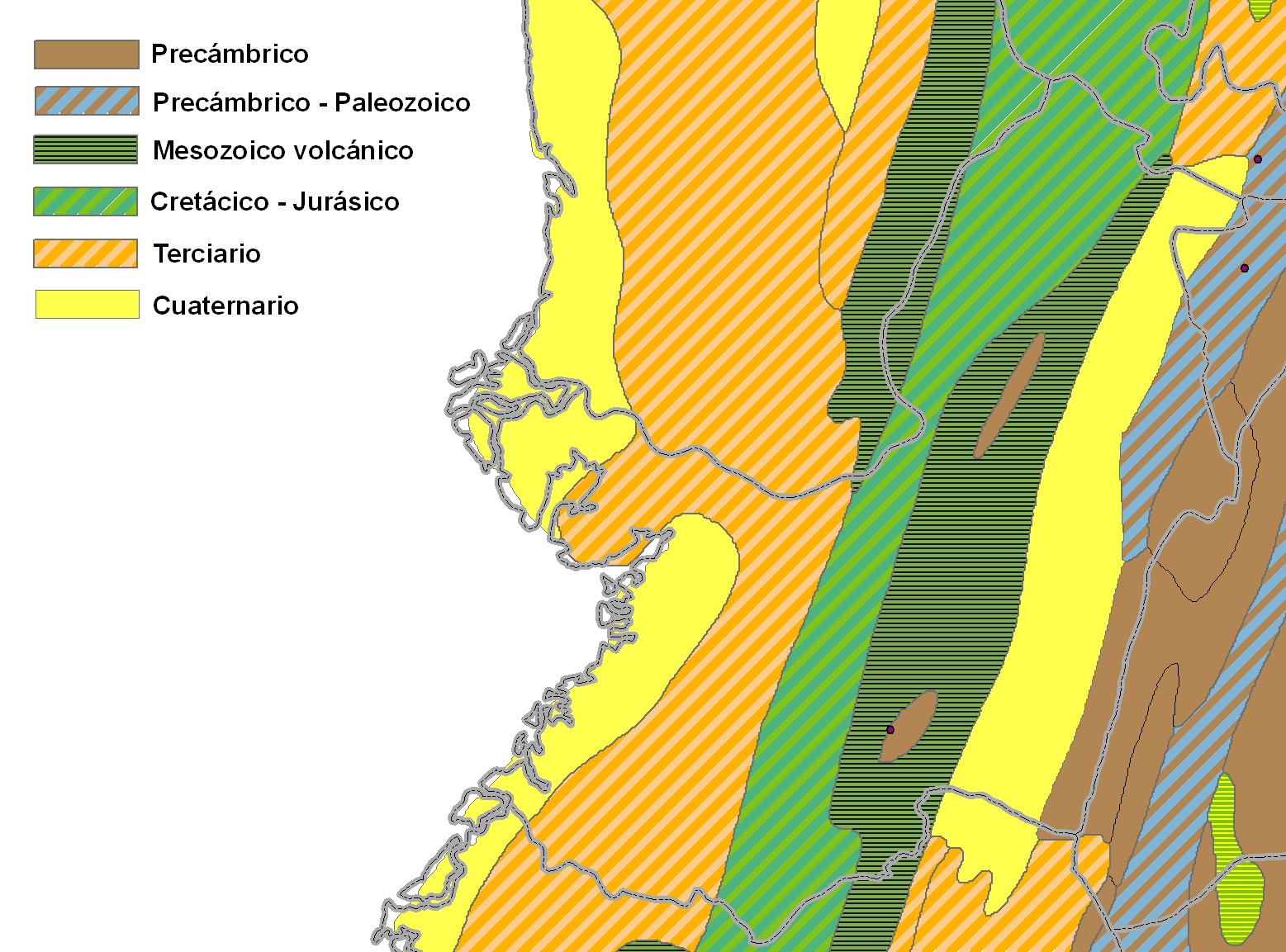
Mapa geológico Valle del Cauca.

Valle del Cauca está delimitado por el océano Pacífico y varios departamentos:
| Noroeste: Chocó (Río san Juan) | Norte: Chocó (Río Garrapatas) | Nordeste: Risaralda y Quindío                       |
| Oeste: Océano Pacífico         |                               | Este: Tolima (Parque nacional natural Las Hermosas) |
| Suroeste: Océano Pacífico      | Sur: Cauca (Río Naya)         | Sureste: Tolima                                     |

### Aspectos geológicos
La región del Valle del Cauca es relativamente joven. La parte geológicamente más antigua es la cordillera Central, en la cual se encuentran rocas y sedimentos precámbricos y paleozoicos; hay dos islas de antigüedad precámbrica sobre las riberas del río Cauca, en los alrededores de Cali y Bugalagrande; la región del valle geográfico del río es mesozoica de origen volcánico. El piedemonte de la cordillera central, así como la mayor parte de la costa pacífica, son geológicamente muy jóvenes (cuaternarios). La cordillera Occidental está formada por rocas de origen mesozoico (cretácico-jurásico) y finalmente, la región entre la cordillera Occidental y la costa pacífica (cuaternaria) es de origen cenozoico terciario.

### Distribución de pisos térmicos
- Cálido: 0-1000 m s. n. m. 47,8%
- Templado: 1000-2000 m s. n. m. 33,6%
- Frío: 2000-3000 m s. n. m. 13,6%
- Páramo: 3000 y más 4,9%

### Relieve

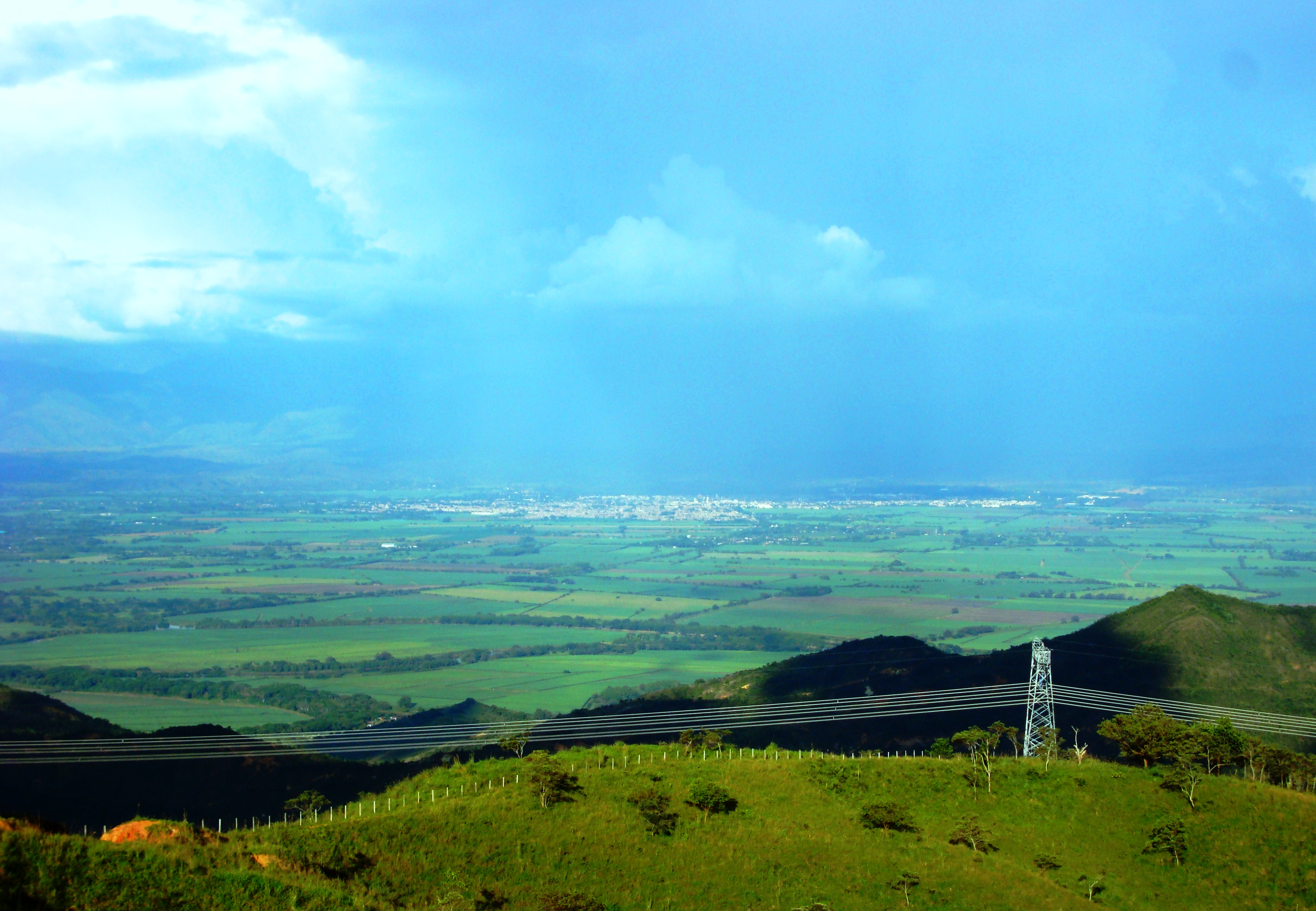
Zona de Valle o plana entre la Cordillera Occidental y la Cordillera Central cerca de Tuluá.

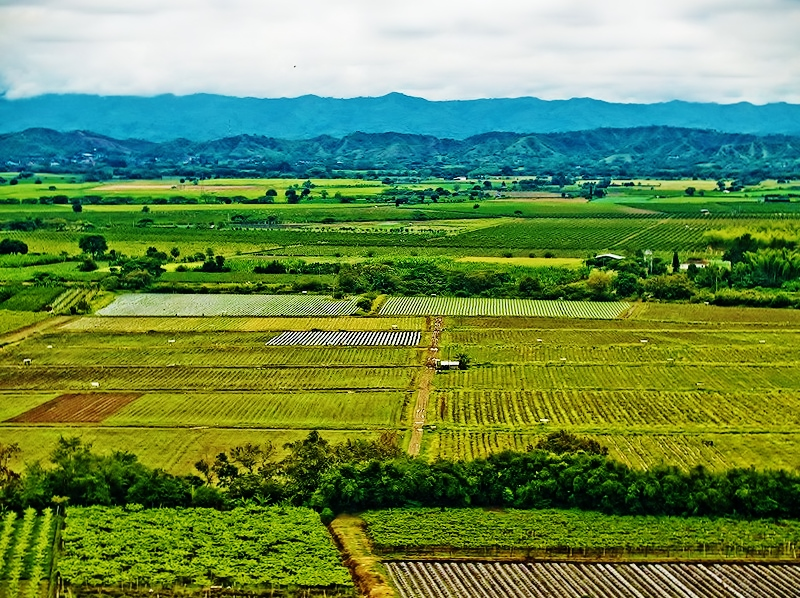
Zona plana cerca de La Unión.

Región plana o del Valle físico: Valle entre las cordilleras Central y Occidental de los Andes colombianos. Tiene aproximadamente 240 km de largo y su ancho varía entre 32 km (Yumbo y Palmira) y 12 km (Yotoco y Buga). El valle se encuentra a una altitud de 1000 m s. n. m. en promedio y abarca una superficie aproximada de 3000 km².

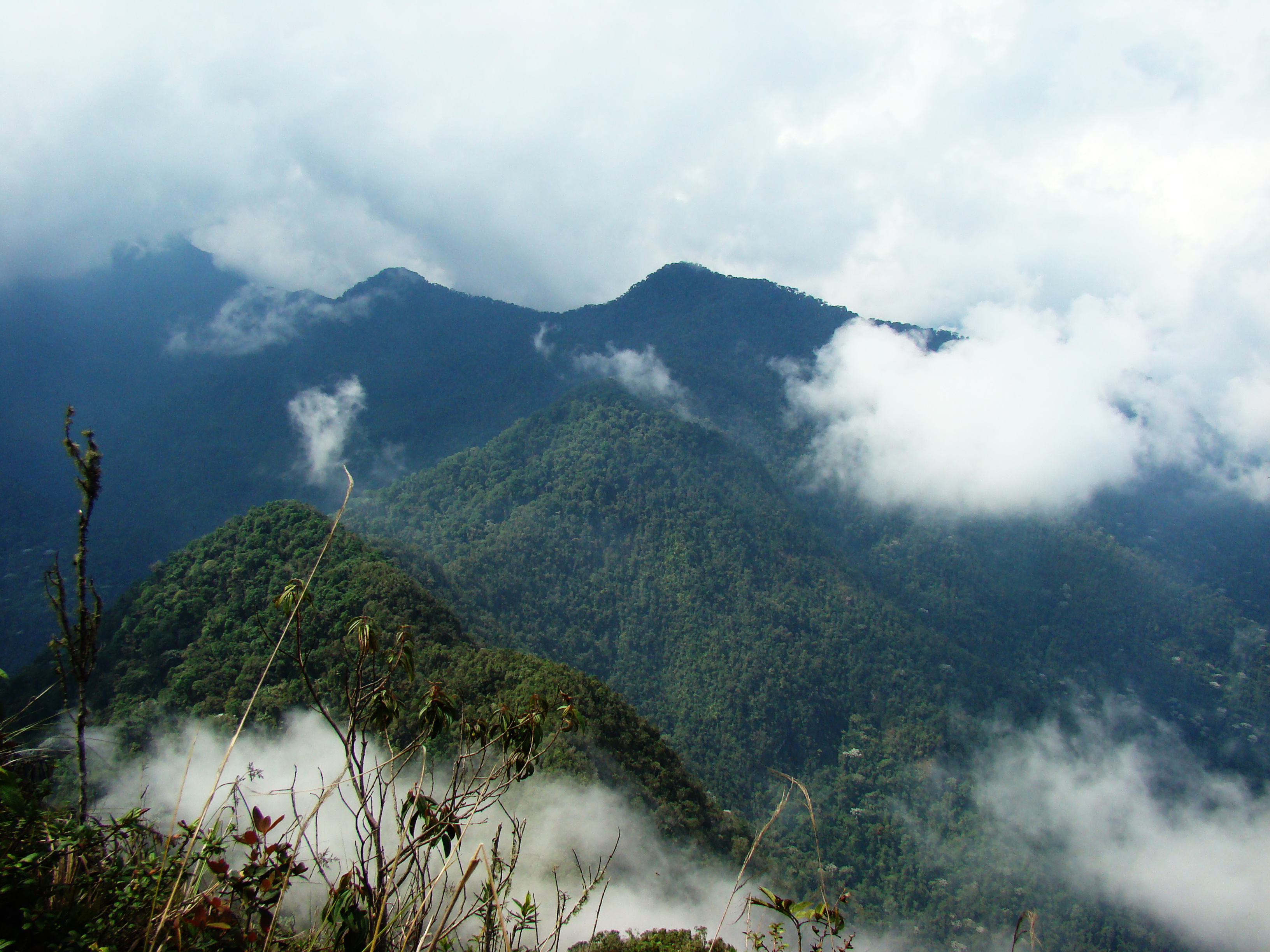
Zona montañosa de la cordillera Occidental con predominio de selva húmeda en los Farallones de Cali.

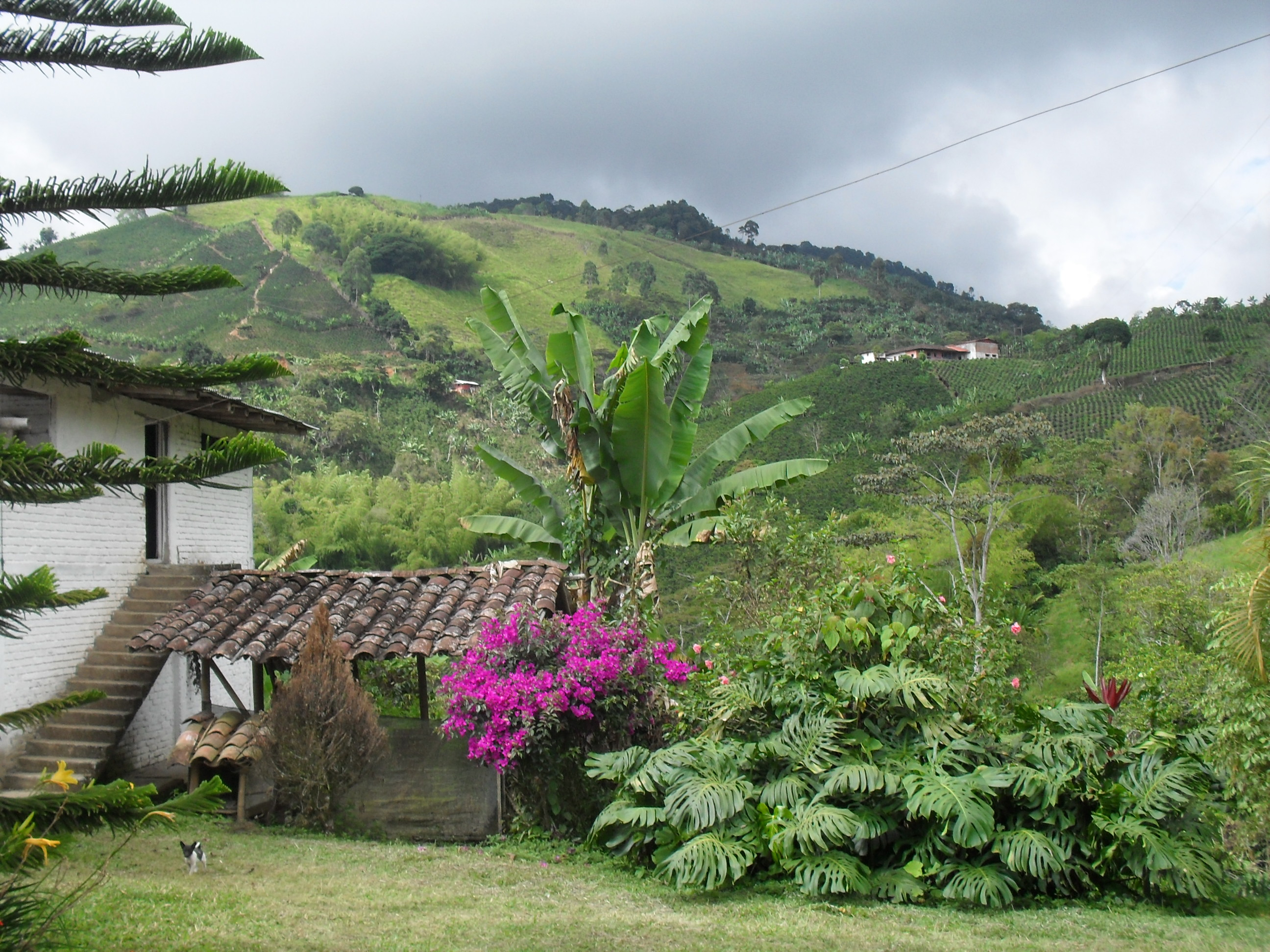
Finca en zona montañosa de la cordillera Central en Sevilla.

Región montañosa: Comprende las cimas, laderas y vertientes de las cordilleras central y occidental
- La cima de la cordillera Occidental en general no sobrepasa los 2000 m s. n. m. de altura, aunque en la parte sur sobrepasa los 3000 m s. n. m. Al sur, en los límites con el Departamento del Cauca se encuentra el Cerro Naya, siguiendo hacia el norte de este cerro, están los Farallones de Cali que alcanzan los 4080 m s. n. m. en el pico Pance que es la mayor altura de esta cordillera. Más hacia el norte están los cerros Militar y Pan de Azúcar (3500 m s. n. m.) en los límites con el Chocó. Entre Valle y Chocó se encuentra el cañón del río Garrapatas, el cual es formado entre la cuchilla de Garrapatas (costado sur) y la Serranía de los Paraguas (costado norte), continuando hacia el norte está la cuchilla de Carrizales. En los límites con los departamentos de Chocó y Risaralda se encuentra el Páramo Tatamá con 3500 m s. n. m.

- La cordillera central está conformada por regiones de páramo principalmente, entre los que se tienen: Páramo de Iraca (4200 m s. n. m.) en el municipio de Florida, Páramo de Tinajas (3800 m s. n. m.) en el municipio de Pradera, Páramo de Chinche (4000 m s. n. m.) en el municipio de Palmira, Páramo de las Hermosas (4000 m s. n. m.) en el municipio de Cerrito, Páramo de El Rosario en el municipio de Guadalajara de Buga y el Páramo de Yerbabuena (3500 m s. n. m.) en el municipio de Sevilla.

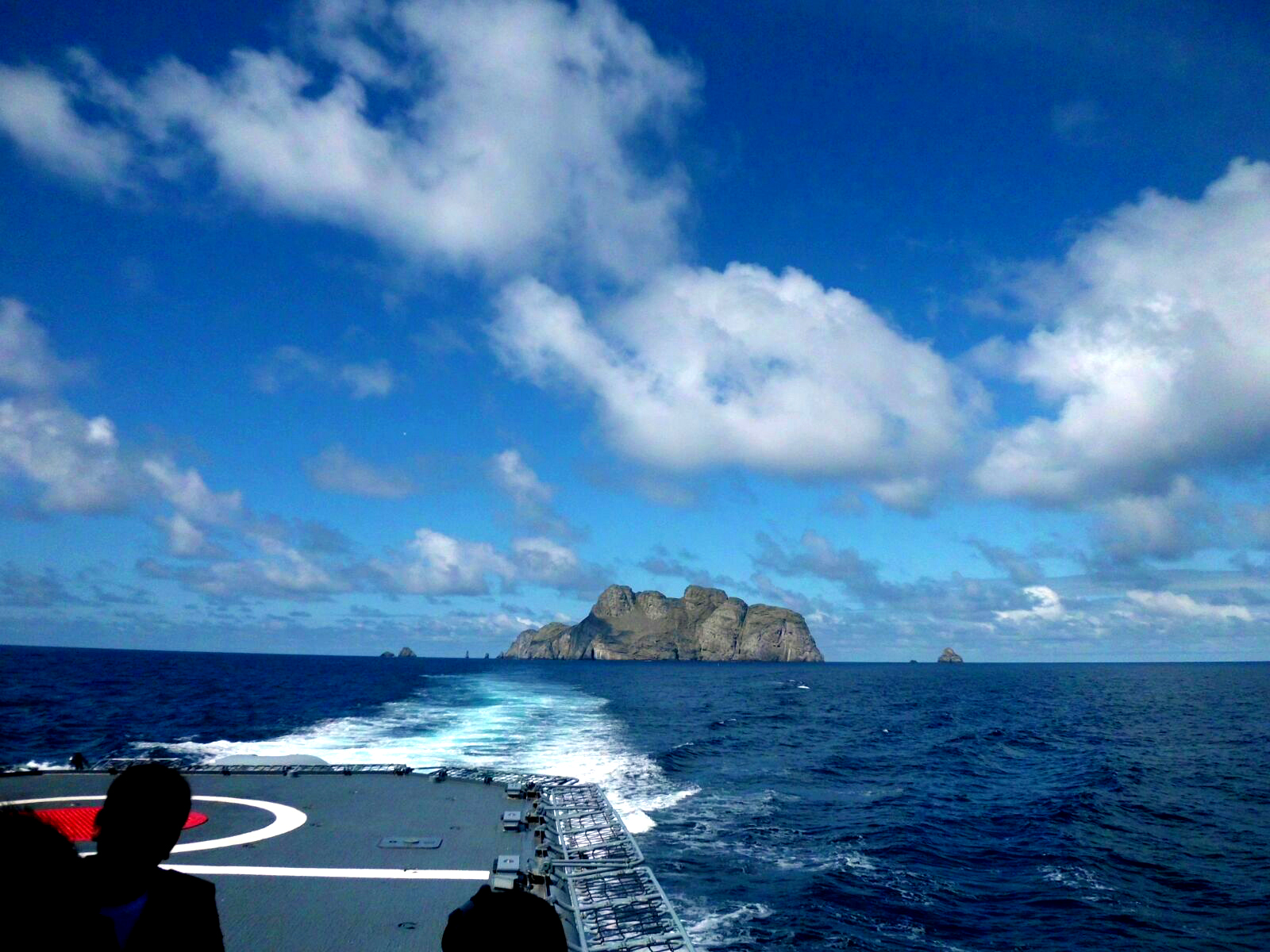
Isla de Malpelo.

Costa Pacífica: Se subdivide en dos regiones: el litoral y la llanura selvática.

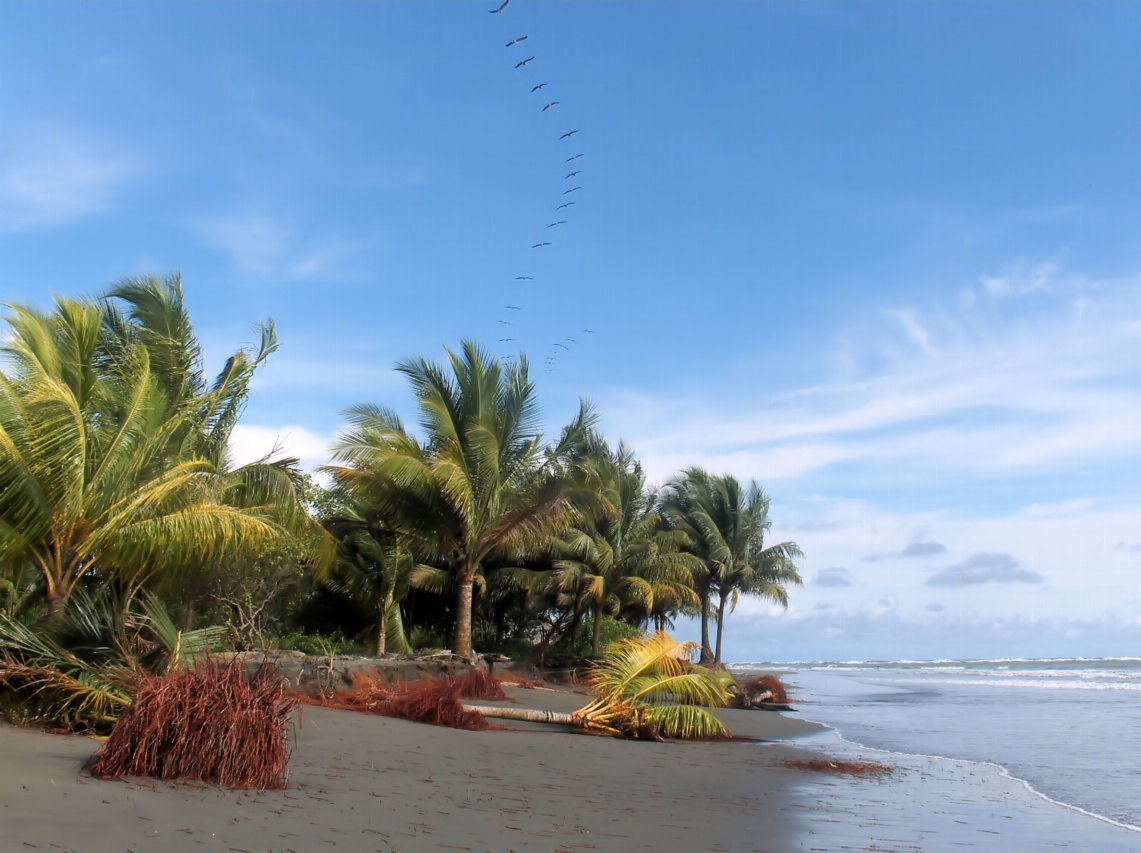
Playa de Ladrilleros. Costas del Valle del Cauca sobre el océano Pacífico.

- La parte del litoral comprende toda la zona de manglares a lo largo de la costa y puede penetrar 5 o 25 km dentro del territorio. En el sur se encuentra el río Naya (límite con el Cauca), hacia el norte la bahía de Buenaventura que se forma en las bocas del río Anchicayá, enseguida al norte la bahía Málaga o Magdalena y por último el río San Juan (límite con Chocó). La isla de Malpelo se encuentra a 400 km de Buenaventura.
- La llanura selvática va desde donde termina el litoral hasta las estribaciones de la cordillera occidental. En esta subregión abundan los ríos que se forman en las laderas de la cordillera. Hace parte de esta subregión el Valle del Calima. También hace parte de esta subregión la parte denominada de transición andina que se forma por los ramales de la cordillera occidental hacia la costa pacífica. Estos ramales forman cuencas como las que bajan de los Farallones de Cali y separan los ríos Yurumanguí, Cajambre, Anchicayá y Dagua.

### Clima

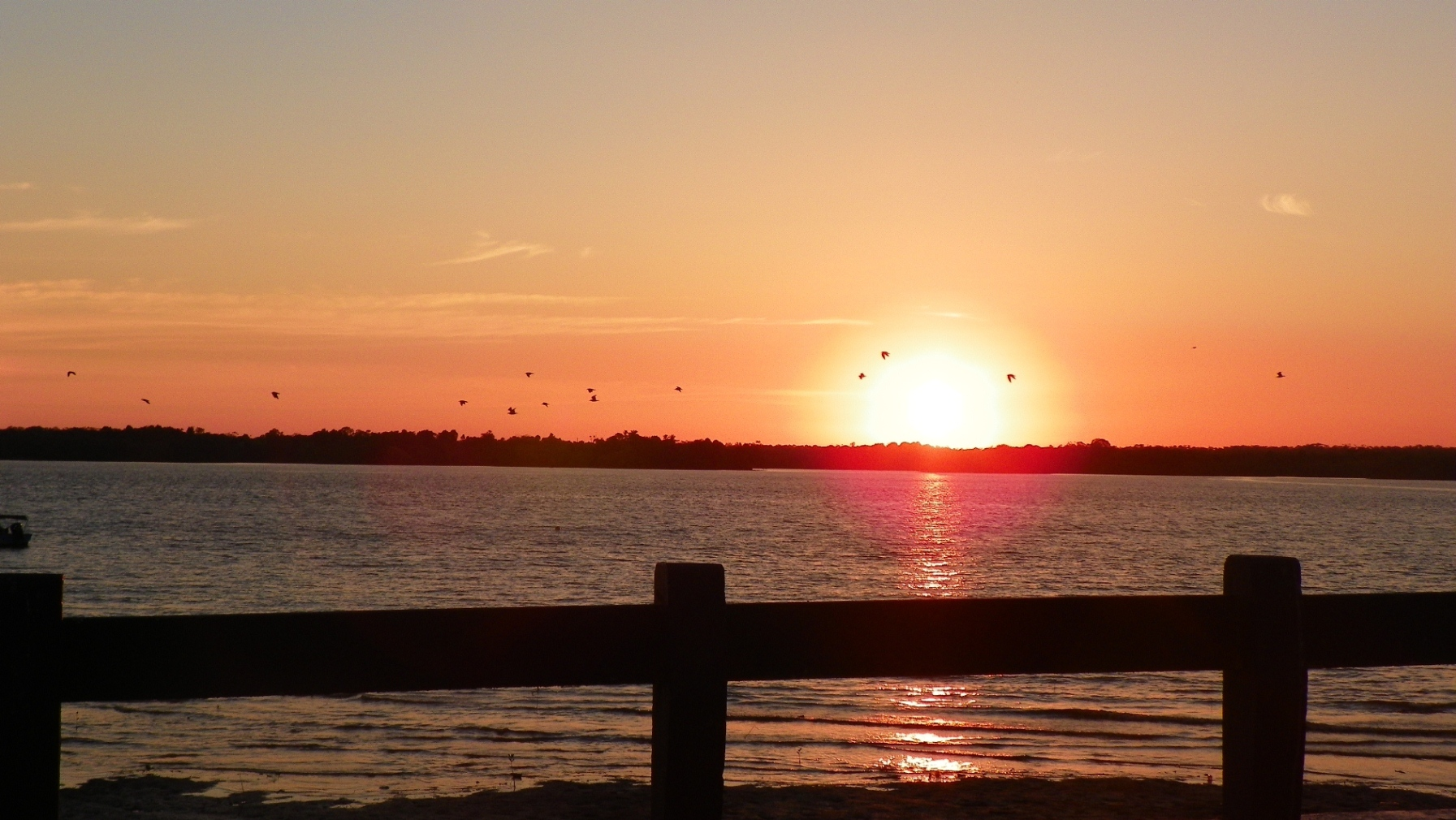
Puesta de sol en Buenaventura, océano Pacífico.

La temperatura promedio de la región fluctúa entre los 23 y 24 °C, que corresponde al piso térmico cálido. La humedad relativa fluctúa en el rango 65 %-75 %. Es una región intertropical con dos épocas lluviosas y dos secas al año. La primera época seca entre diciembre y febrero, la primera época lluviosa va de marzo a mayo, la segunda época seca de junio a septiembre y la segunda época lluviosa de octubre a noviembre. Los índices de precipitación anual son: 1589 mm en el norte (133 días de lluvias), 1882 mm al sur (109 días de lluvias) y 938 mm en el centro (100 días de lluvias).
Región de la Costa
En la parte occidental se alcanza un índice de precipitación de 5159 mm con 231 días de lluvias anualmente. El litoral pacífico es una región sin estación seca y es lluviosa todo el año, y solamente entre enero y febrero se presenta una corta temporada seca y calurosa. En algunas regiones de la costa llueve más de 320 días del año y alcanzan humedades relativas entre el 86 % y el 90 %. Los cielos de la región son usualmente nublados por efecto de la vegetación selvática y la temperatura fluctúa entre los 26 y 27 °C en promedio.
Región MontañosaClima de páramo, frío y seco.

### Hidrografía

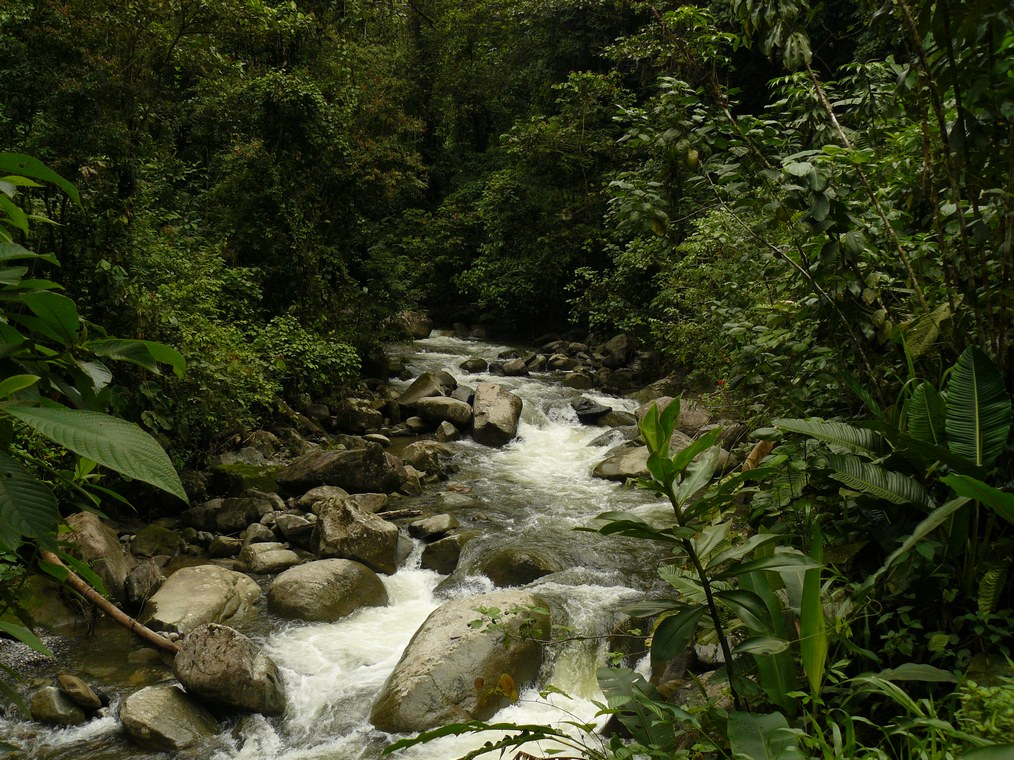
El río Anchicayá nace en el occidente de Cali y desemboca en la bahía de Buenaventura.

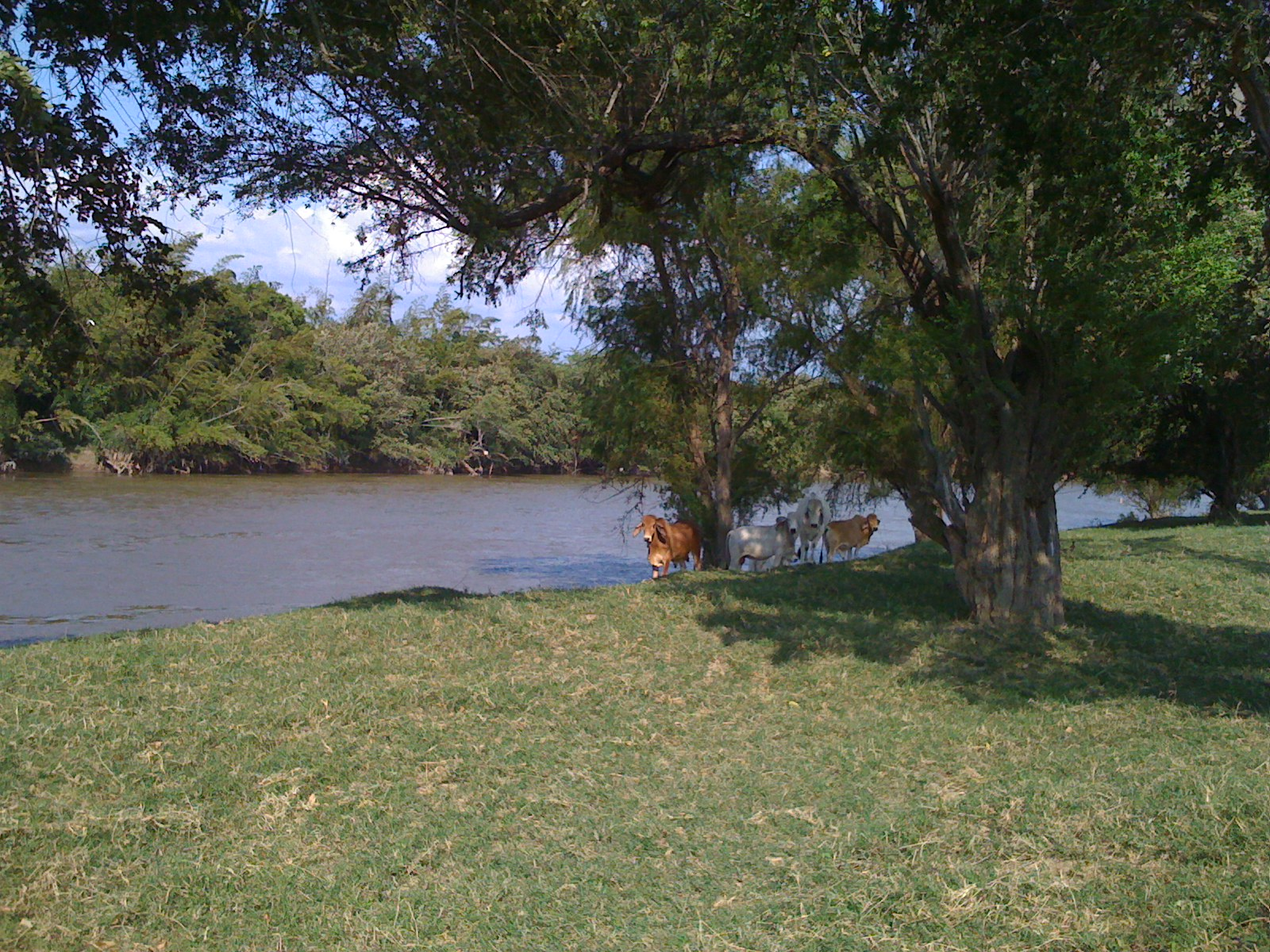
El río Cauca a su paso por San Marcos, Yotoco.

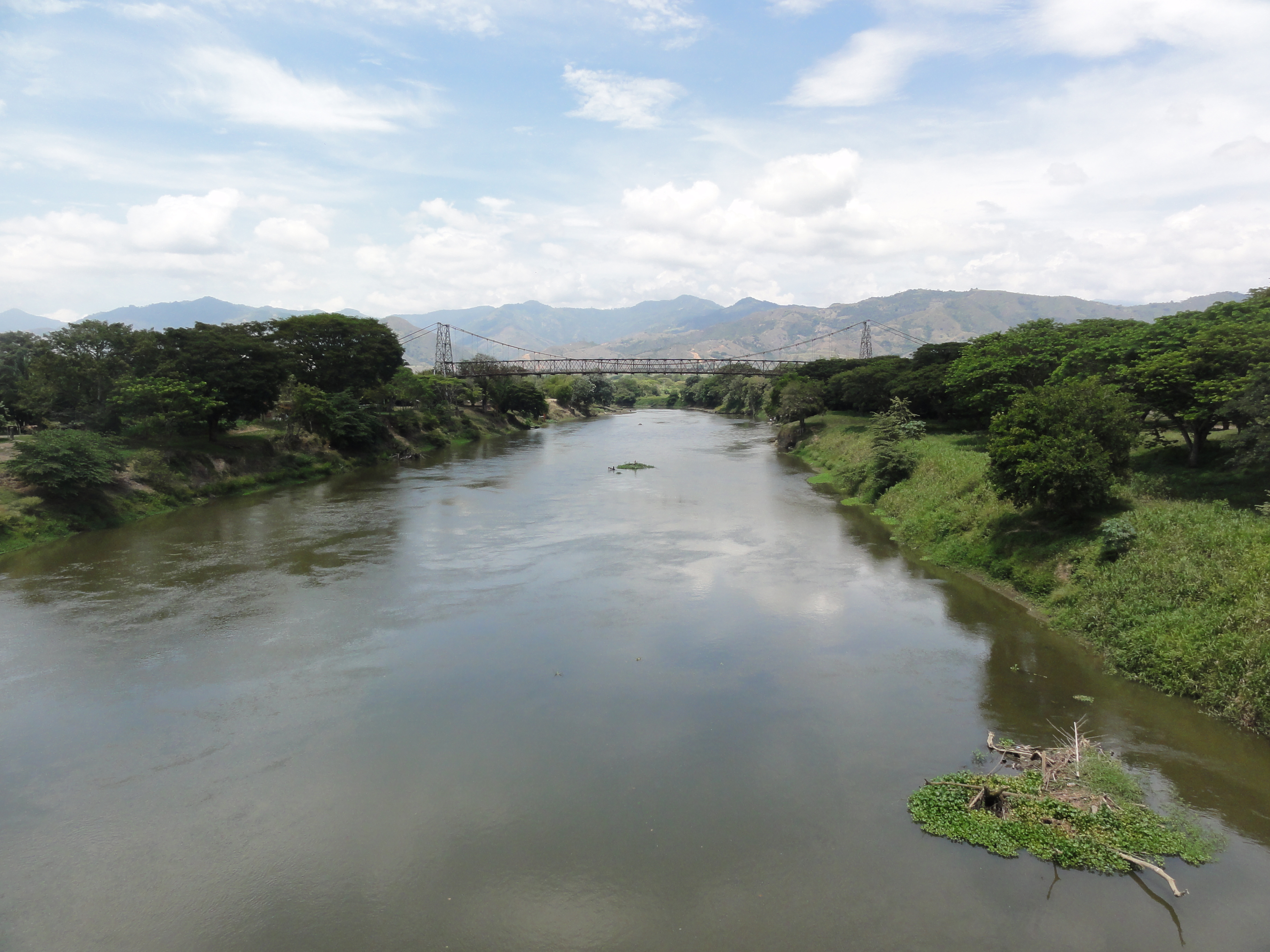
Puente sobre el río Cauca entre Ansermanuevo y Cartago.

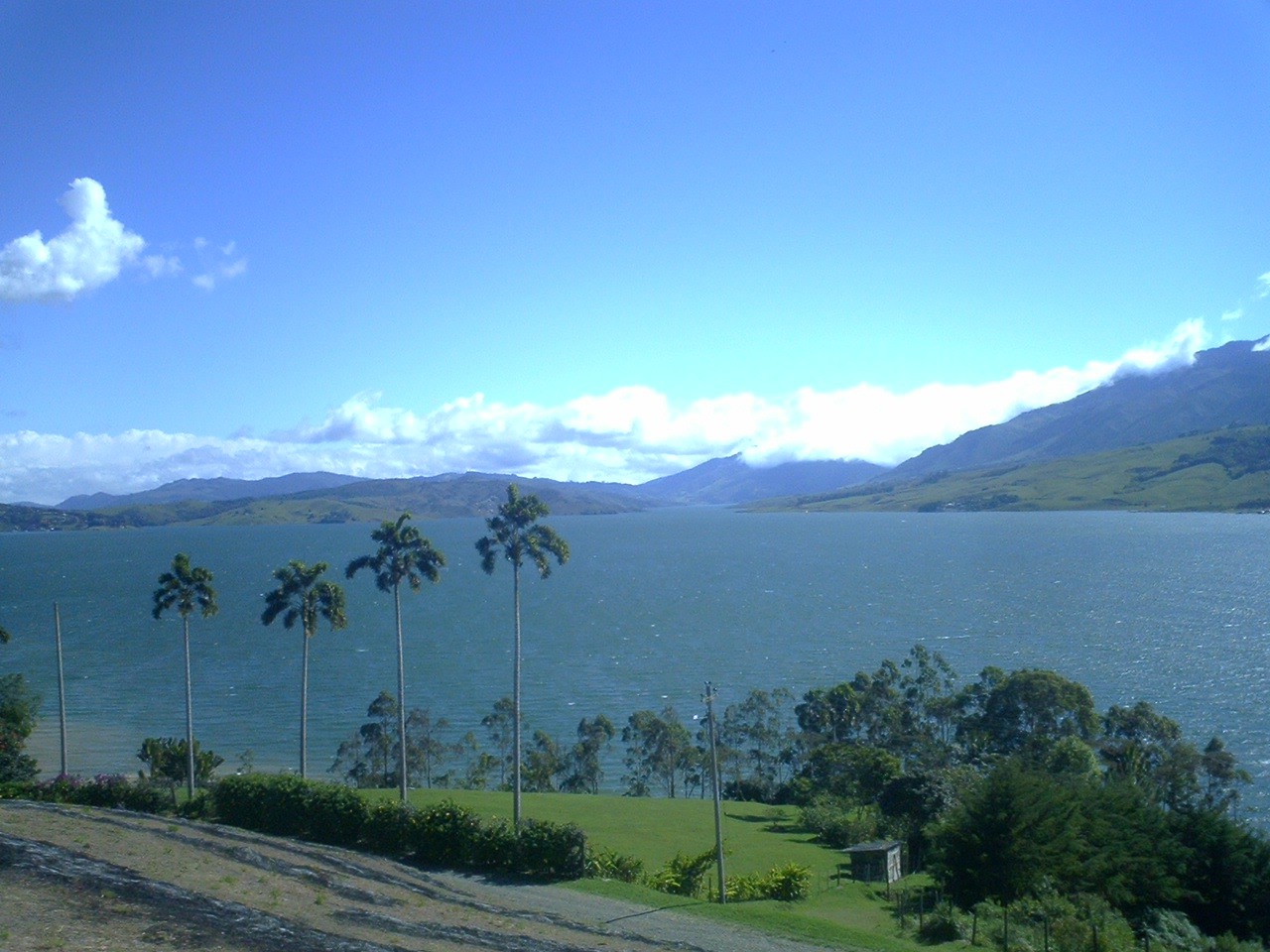
Vista del lago Calima.

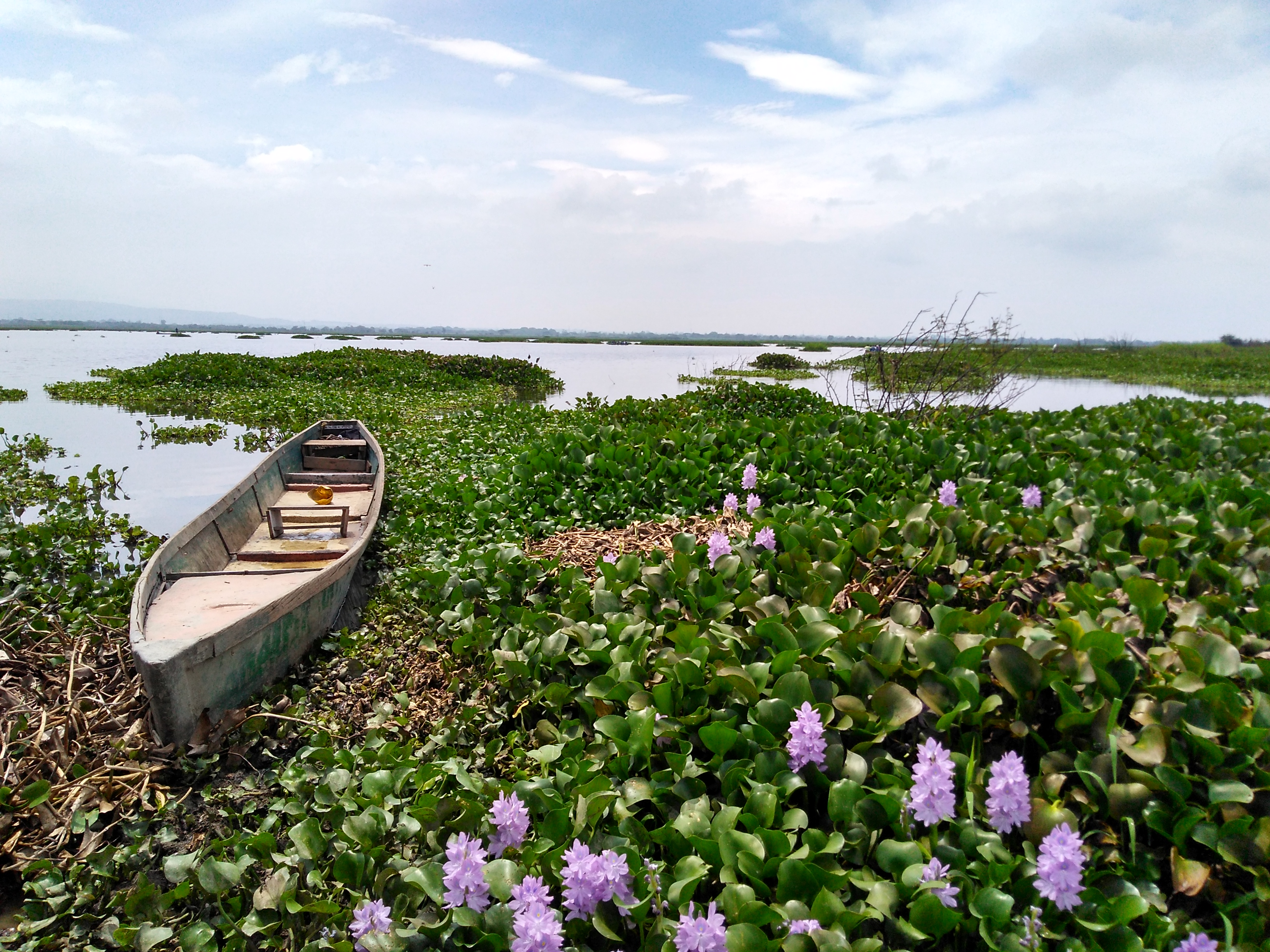
Laguna de Sonso.

La red hidrográfica del Valle del Cauca se compone de numerosas corrientes conformadas por dos vertientes, la del Pacífico y la del Magdalena, a través del río Cauca. Entre los principales cursos de agua se encuentran:
En la franja del Pacífico corren diversos ríos, entre otros:
- El río Las Vueltas es una de las únicas fuentes hidrográficas que no nace ni desemboca dentro del departamento, y es afluente del río San Juan.
- El río San Juan, que marca parcialmente el límite con el departamento del Chocó, se destaca por ser caudaloso.
- El río Calima, cuyo nombre se debe a una comunidad indígena que habitaba en la región que riega.
- El río Dagua desemboca en el océano Pacífico y sus aguas son utilizadas en la Hidroeléctrica del Bajo Anchicayá.
- El río Anchicayá, cuyas aguas son utilizadas en las hidroeléctricas del Alto y del Bajo Anchicayá.
- El río Cajambre.
- El río Yurumanguí desemboca en el Océano Pacífico.
- El río Naya marca parte del límite entre el Valle del Cauca y el departamento del Cauca.

El río Cauca, que atraviesa el departamento de sur a norte, se constituye en el principal eje fluvial del departamento, el cual es bañado por numerosos ríos que desembocan en él, entre otros:
- El río Desbaratado, que marca parte del límite entre el Valle del Cauca y el departamento del Cauca.
- El río Jamundí, que suministra agua a toda la ciudad y sus afluentes son sitio de recreación.
- El río Cali.
- El río Yumbo, cuyo caudal surte de agua a casi la mitad de la población de la "Ciudad industrial", además de contar con los tradicionales "Charcos" en la zona montañosa.
- El río Fraile, cuya corriente pasa muy cerca del parque nacional natural Las Hermosas.
- El río Amaime, que nace en el páramo de las Hermosas y recibe las aguas del río Nima.
- El río Cerrito, que proviene de la laguna las Tres Américas, y surte el acueducto del municipio homónimo y desemboca en el río Cauca.
- El río Guadalajara, que desemboca en el río Cauca en un punto cerca del municipio Guadalajara de Buga.
- El río Tuluá, que nace en la parte alta de la cordillera central, límites con el departamento del Tolima. Desemboca en el río Cauca en un punto cerca del municipio del que procede nombre.
- El río Bugalagrande, que desemboca en el río Cauca en un punto cerca del municipio del que procede su nombre.
- El río La Palia, que desemboca en el río Cauca en un punto cerca del corregimiento del que procede su nombre.
- El río La Vieja, que marca parte del límite entre el Valle del Cauca y el departamento de Quindío, y también con el departamento de Risaralda.

Entre otros cuerpos de agua y accidentes costeros principales, se encuentran:
En la vertiente del océano Pacífico:
- Bahía de Buenaventura.
- Bahía Málaga.
- Lago Calima, conformada por la represa homónima.

En la vertiente del río Cauca:
- Laguna el Sonso.
- Laguna Las Tres Américas.

### Parques naturales

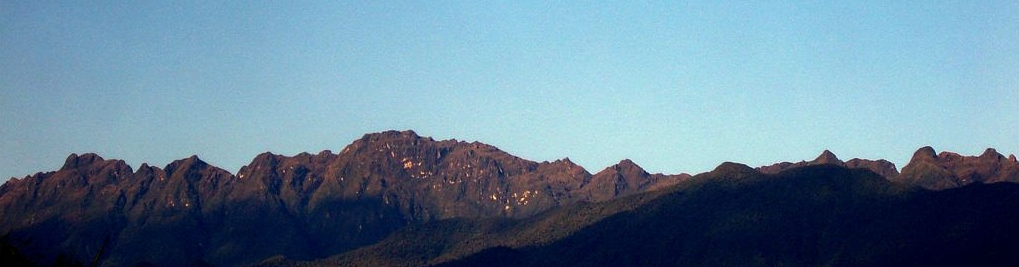
Farallones de Cali.

En el departamento del Valle del Cauca se localizan 5 parques nacionales.
Los parques nacionales que se ubican completamente dentro de su territorio, son:
- Parque nacional natural Farallones de Cali
- Parque nacional natural Uramba Bahía Málaga
- Isla de Malpelo

Además, comparte áreas de otros parques nacionales naturales con más departamentos, estos son:
- Parque nacional natural Las Hermosas, con Tolima.
- Parque nacional natural Tatamá, con Chocó y Risaralda.

Entre las iniciativas privadas de conservación y educación ambiental se encuentran el jardín botánico La Manigua, en el Pacífico vallecaucano, el jardín botánico de Cali, dentro del área urbana de la capital del departamento y el jardín botánico Juan María Céspedes en Tuluá.

## División político-administrativa
El departamento está dividido en 42 municipios, con fines administrativos se agrupan geográfica y culturalmente en cinco regiones. Todas las poblaciones están expresados en proyecciones para el año 2017 con datas del censo 2005:
- La región norte: Integrada por los municipios de Cartago, Alcalá, Ansermanuevo, Argelia, Bolívar, El Águila, El Cairo, El Dovio, Obando, Ulloa, Toro, La Unión, La Victoria, Roldanillo, Versalles y Zarzal; con 394 453 habitantes, que representan el 8,94 % de los habitantes del departamento.[13]

- La región central: Integrada por los municipios de Tuluá, Andalucía, Bugalagrande, Trujillo, Riofrío, Buga, Guacarí, El Cerrito, Ginebra, San Pedro, Restrepo, Yotoco y Calima-Darien; la cual está representada por 593 132 habitantes, que corresponden al 12.2 % por ciento de la población Vallecaucana.[13]

- La región Pacífica: Integrada solo por el municipio de Buenaventura, que tiene 415 640 habitantes que corresponden al 9.1 % de la población total.[13]

- La región sur: Integrada por los municipios de Cali, Dagua, Jamundí, La Cumbre, Vijes, Yumbo, Palmira, Candelaria, Florida y Pradera,[14] posee 4 325 098 habitantes que corresponden al 69.95 % de la población departamental.[13]

- La región oriental: Integrada solo por los municipios de Caicedonia y Sevilla, posee 84 798 habitantes que corresponden al 1,97 % de la población departamental.[14]

## Demografía
| Evolución de la población del departamento del Valle del Cauca (1912-2025) |
|                                                                            |
| Población según censo. Población según proyección.Fuente: Statoids. DANE.  |

Más del 86% de la población vive en ciudades y cabeceras municipales. La cobertura de servicios públicos es de las más altas del país, destacándose la electrificación, las vías y la educación. La población del departamento es sumamente variada, y se acentúa más en los extremos del mismo.
En el norte del departamento en los sectores montañosos pertenecientes a las cordilleras central y occidental hay influencia paisa. En los municipios especialmente alejados de la vertiente del río Cauca como El Águila, El Cairo, Argelia, Versalles, Ulloa, Alcalá, Sevilla y Caicedonia el acento predominante es el paisa debido a la colonización antioqueña. En los municipios del norte ubicados cerca a la vertiente del río Cauca el acento es una mezcla del vallecaucano con el paisa, mientras que en el centro y sur del departamento se concentra preponderantemente la población vallecaucana raizal. Los afrodescendientes son mayoría en Buenaventura. Santiago de Cali, es un caso especial, puesto que una cuarta parte de la población no nació en esta ciudad, (conservando fundamentalmente su esencia del Cali-viejo vallecaucano), lo que convierte a Cali en territorio de inmigrantes. Esto se debe a que como inmenso eje económico y puente de conexión del sur del país, recibe habitantes no solo del Valle del Cauca, sino de los departamentos del Chocó, Cauca y Nariño, especialmente.

### Principales ciudades
Las principales ciudades del departamento según los datos del censo de 2018, proyectados para 2021, son:

### Etnografía

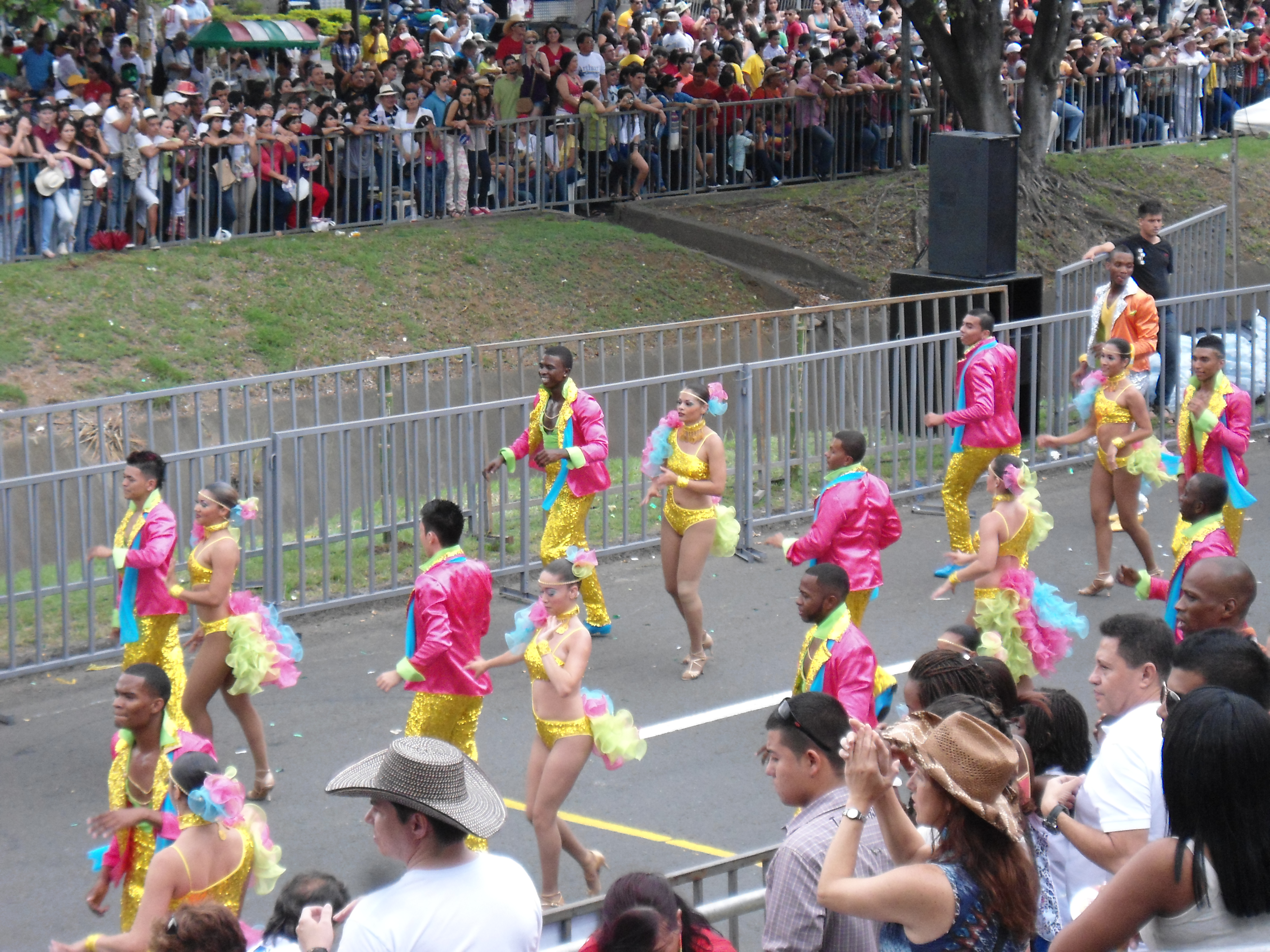
Muestra de la población vallecaucana, Salsódromo de Cali.

La composición étnica del departamento, según el DANE, es la siguiente:
- Blancos, Mestizos (72,23%)
- Negro, mulato, afrocolombiano o afrodescendiente (27,21%)
- Amerindios o indígenas (0,54%)
- Gitanos (0,02%)

Una pequeña colonia de japoneses arribó en la década de 1920 al puerto de Buenaventura y se asentó principalmente en el sur del departamento, el gobierno nipón estima que los descendientes totales de japoneses en Colombia suman 1800.

### Inmigración
El más reciente censo general de la nación, realizado por el Departamento Administrativo Nacional de Estadística de Colombia (DANE), presenta los siguientes resultados acerca del país de nacimiento de los habitantes del departamento del Valle del Cauca:
| N.º        | País           | Población |
| ---------- | -------------- | --------- |
| 1          | Venezuela      | 90 457    |
| 2          | España         | 3 849     |
| 3          | Estados Unidos | 2 992     |
| 4          | Ecuador        | 2 912     |
| 5          | Chile          | 1 208     |
| 6          | Panamá         | 596       |
| 7          | Italia         | 584       |
| 8          | Argentina      | 531       |
| 9          | Perú           | 528       |
| 10         | México         | 467       |
| No informa | No informa     | 490       |
| Otros      | Otros          | 4 244     |
| Total      | Total          | 108 858   |

## Educación

Distribución de los GAGEM en el Valle del Cauca

### Educación básica
La Secretaría de Educación Departamental administra el servicio educativo de 34 de los 42 municipios del departamento, dividido en ocho Grupos de Apoyo para la Gestión Educativa Municipal (GAGEM), con base en la repartición determinada por los antiguos núcleos educativos, como estaban conformados antes de la Ley 715 de 2001. Desde entonces, los ocho municipios del Valle con población superior a los 100.000 habitantes tienen autonomía administrativa del servicio educativo de su jurisdicción.

### Cobertura
En el periodo 2002-2009 la cobertura educativa ha tenido un incremento moderado, notándose más este en la educación secundaria y la educación media, los que se observan con crecimiento sostenido, ya que en la primaria y preescolar (transición) encontramos que su incremento ha sido más leve con leves subidas y recaídas en el mismo periodo.

### Analfabetismo
El analfabetismo en el departamento ha sufrido un decremento importante del 5,3% al 4,5%, manifestándose un avance en la alfabetización mucho más marcado en la región rural (del 13.4% al 6.9%) y mostrando una leve perdida (0.1%) en la cabecera municipal.

### Educación superior

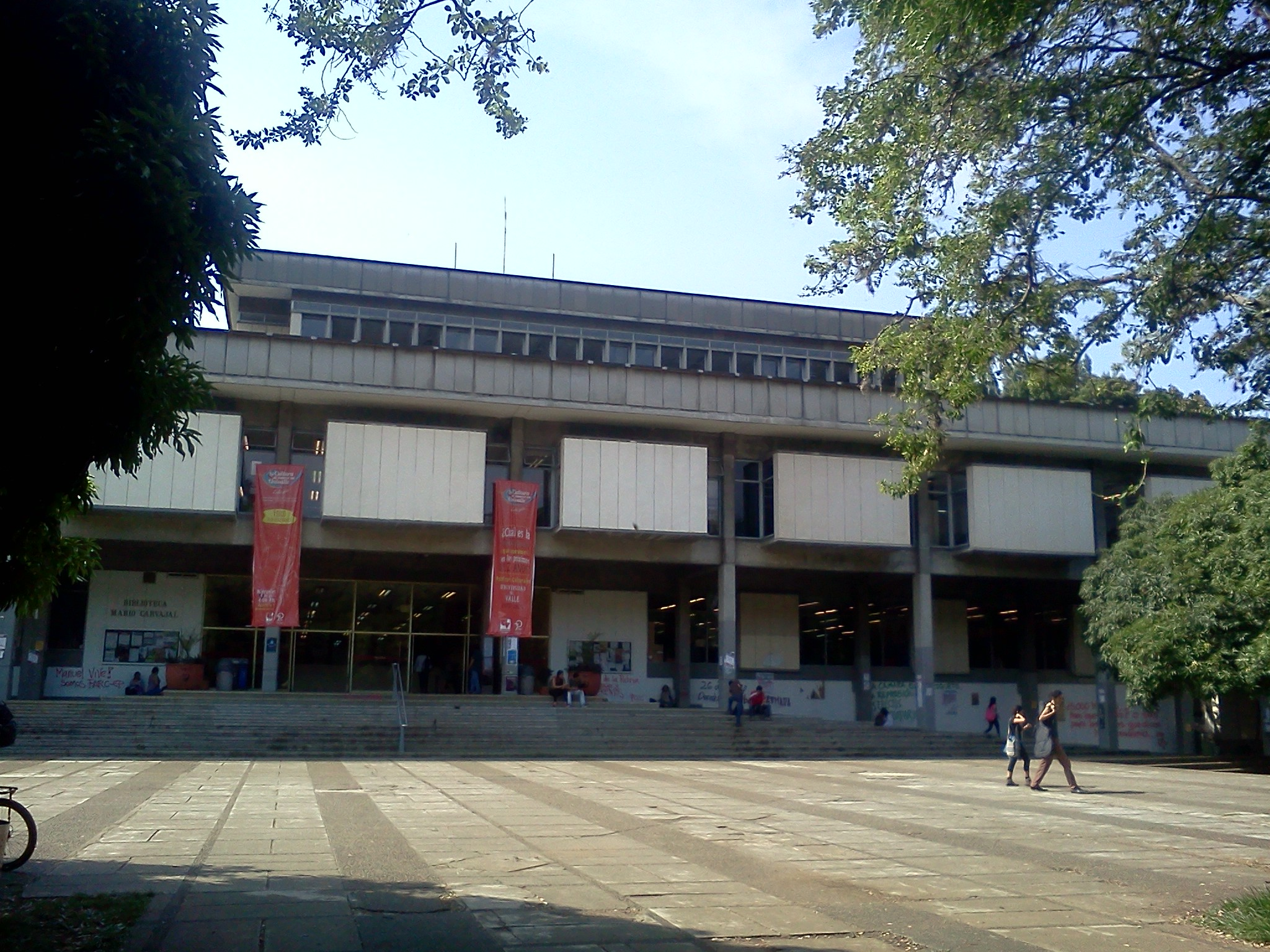
Biblioteca Mario Carvajal, Universidad del Valle. Es considerada la principal institución de educación superior del suroccidente de Colombia.

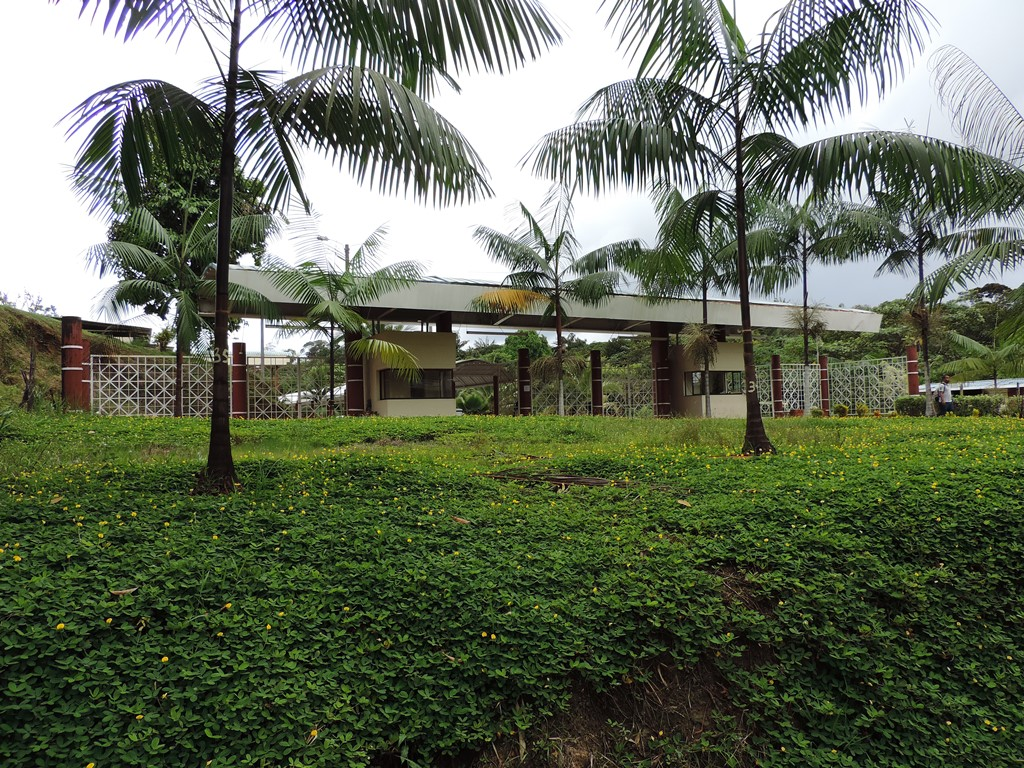
Entrada principal al campus de la Universidad del Pacífico, Buenaventura, Colombia

El departamento cuenta con una gran variedad de centros de educación superior públicos y privados. Los centros de educación superior privados se ubican principalmente en Cali y Palmira. Los centros de educación superior de carácter oficial en el Valle del Cauca son:
Universidad del Valle (UNIVALLE)La Universidad del Valle es la principal institución académica del sur-occidente de Colombia de alta calidad y tercera con mayor población estudiantil en el país. Su campus principal es la Ciudad Universitaria Meléndez en la ciudad de Santiago de Cali, y en adición a sus funciones en la capital del Valle del Cauca funciona también en el Barrio San Fernando, donde se alojan la Facultad de Salud y la Facultad de Ciencias de la Administración, en cuanto a sus sedes regionales están: Buga, Cartago, Caicedonia, Norte del Cauca, Buenaventura, Palmira, Tuluá, Yumbo y Zarzal. En todas sus sedes cuenta con más de 30 000 estudiantes (2007) de los cuales casi 25 000 son de pregrado y 5000 de postgrado. Los pregrados incluyen carreras de formación tecnológica y profesional. Los postgrados son solo atendidos en las sedes de Cali e incluyen especializaciones, maestrías, especialidades clínicas y doctorados. Las dos sedes de la Universidad del Valle en la ciudad de Cali se encuentra ubicadas en el sur de la ciudad; Ciudad Universitaria Meléndez Calle 13 No 100-00 y Sede San Fernando Calle 4B No 36-00.
Unidad Central del Valle del Cauca (UCEVA)La Unidad Central del Valle del Cauca con sede en la ciudad de Tuluá, tiene más de 4300 estudiantes (2012). Es una institución universitaria pública de educación superior, creada mediante el Acuerdo N.° 24 de junio de 1971, del Concejo Municipal de Tuluá, como alternativa de acceso a la educación superior para los bachilleres del centro y norte del Valle del Cauca. La UCEVA posee actualmente cinco facultades; Facultad de Salud, Facultad de Ingenierías, Facultad de Ciencias Administrativas, Facultad de Ciencias Jurídicas y Humanísticas, Facultad de Ciencias de la Educación. También ofrece programas de postgrados y programas a distancia. La sede está ubicada en el sur de la ciudad, Carrera 27 A n.º 48-144 Kilómetro 1 Salida Sur Tuluá.
Universidad Nacional de Colombia (UNAL)La Universidad Nacional con sede en la ciudad de Palmira es una Institución Universitaria Pública de Educación Superior, cuya fundación fue gestionada por Ciro Molina Garcés. La UNAL cuenta con tres facultades; Facultad de Ciencias Agropecuarias, Facultad de Ingenierías y Facultad de Administración. También ofrece programas de postgrados. En la sede se encuentra el edificio de la Facultad de Agronomía diseñado por Leopoldo Rother. Esta sede ofrece aproximadamente el 6% de los cupos para nuevos estudiantes a nivel nacional. La sede Palmira está ubicada en el sur de la ciudad, Carrera 32 No 12-00 Chapinero, Vía Candelaria.
Escuela Nacional Del DeporteLa Escuela Nacional Del Deporte con sede en la ciudad de Santiago de Cali, es una Institución Universitaria Pública, fundada en 1984, que ofrece estudios profesionales de posgrado y tecnológicos en las áreas de deporte y actividad física, Fisioterapia, Terapia Ocupacional, Nutrición y Dietética, Administración y Gestión Deportiva, además de ser la única en el país que le brinda al estudiante una electiva obligatoria de énfasis deportivo en la carrera de Deporte Y Actividad Física, con opciones en Fútbol, Voleibol, Basquetbol, Natación, Levantamiento De Pesas, y demás disciplinas deportivas. La se encuentra en la ciudad Santiago de Cali, está ubicada en el sur de la ciudad, Calle 9 No 34-01.
Universidad del Pacífico (Colombia)La Universidad del Pacífico con sede en la ciudad de Buenaventura (Valle del Cauca), es una Institución Universitaria Pública de Educación Superior. Actualmente tiene ocho programas académicos; Administración de Negocios Internacionales, Agronomía del Trópico Húmedo, Arquitectura, Ingeniería de Sistemas, Sociología, Tecnología en Acuicultura, Tecnología en Construcciones Civiles, Tecnología en gestión Hotelera y Turística. El campus universitario está ubicado en el Kilómetro 13 vía al Aeropuerto, barrio el Triunfo en el Distrito Especial de Buenaventura. También posee sedes en Guapi y Tumaco.
Escuela Militar de Aviación Marco Fidel SuárezEntidad adscrita a la Fuerza Aérea Colombiana sede en la ciudad de Santiago de Cali, capacita a los oficiales en carreras relacionadas con la aviación, la defensa militar, Administración Aeronáutica, Ingeniería Mecánica, Ingeniería Informática. Ubicada en el oriente de la ciudad de Cali en la Carrera 8 n.º 58-67.
Instituto Departamental de Bellas ArtesOfrece programas profesionales en Diseño Gráfico, Artes Plásticas y Licenciatura en Arte Teatral. Es además la sede de la Banda Departamental y del reconocido auditorio Sala Beethoven. Con sede en el oeste de la ciudad Santiago de Cali, en la Av 2 N 7 N-28 barrio centenario.

## Gobierno
La gobernadora del departamento para el periodo 2024-2027 es Dilian Francisca Toro, ganadora de las elecciones regionales de Colombia de 2023 por la gobernación del Valle del Cauca, siendo este su segundo mandato. Su primer mandato fue en el periodo 2016-2019. Su predecesora fue Clara Luz Roldán.

## Economía

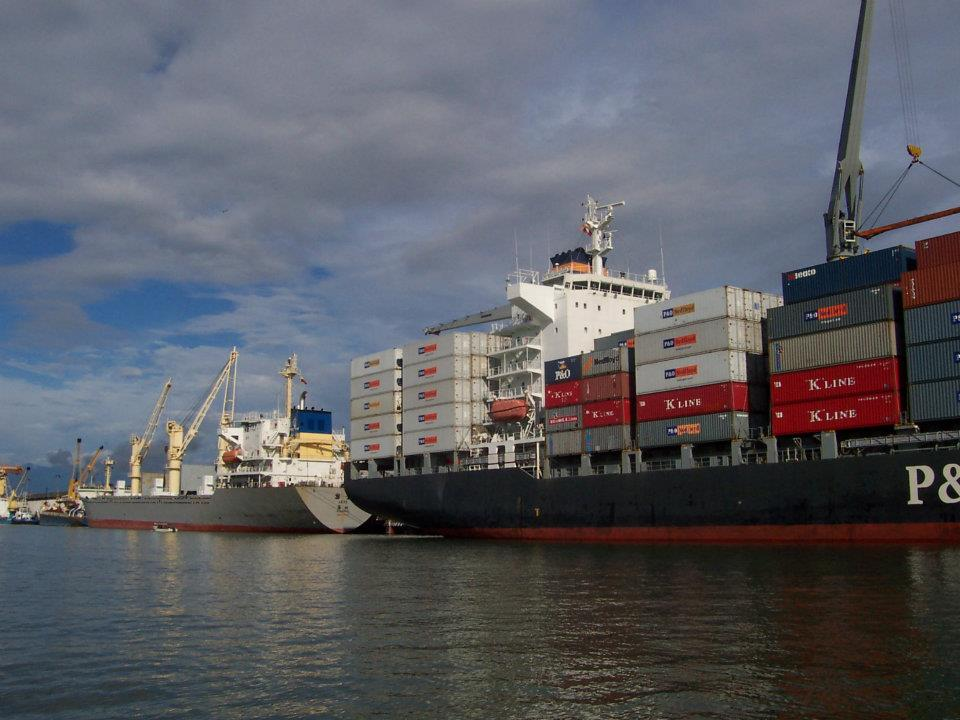
Puerto de Buenaventura.

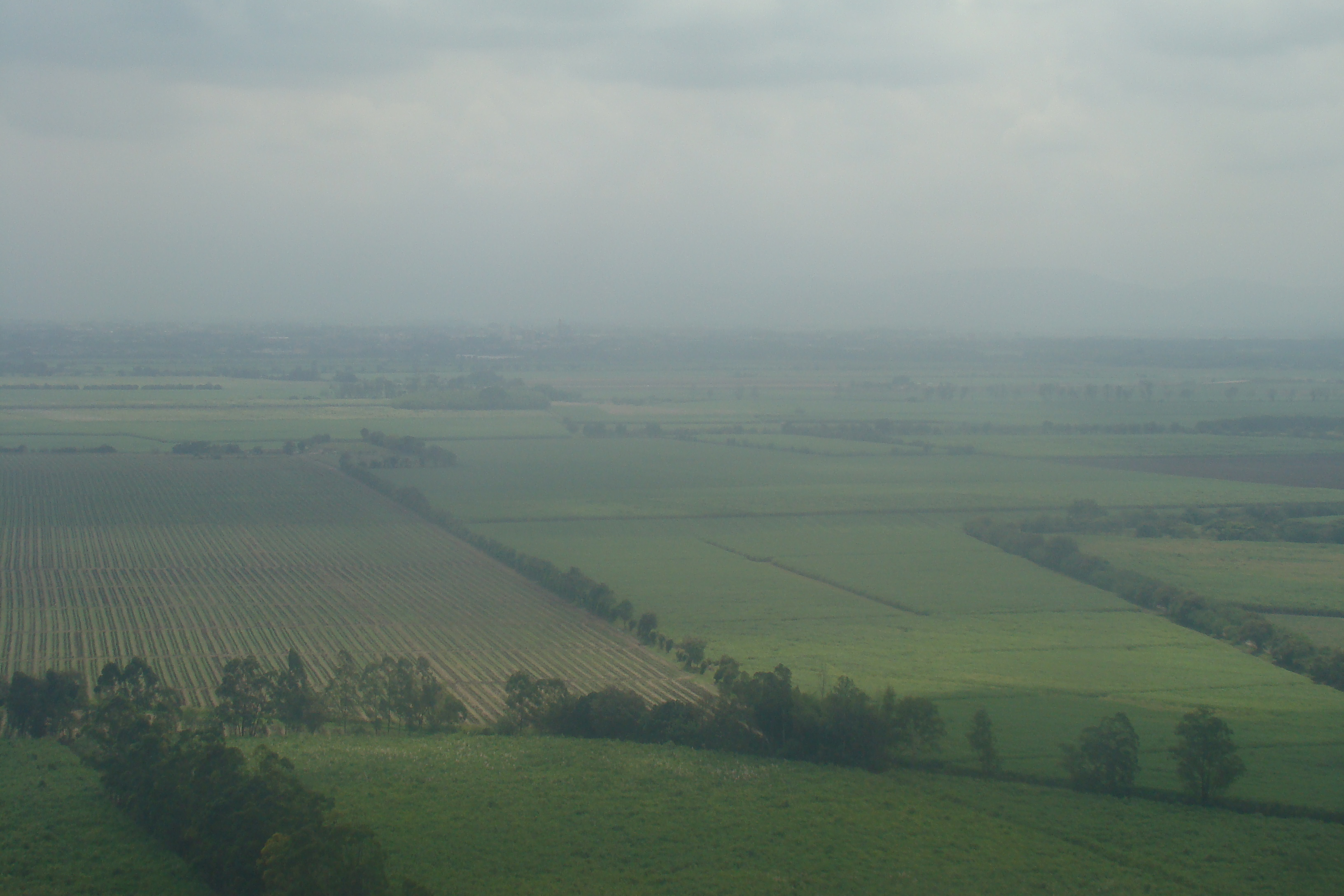
La caña de azúcar, un importante renglón en la economía vallecaucana.

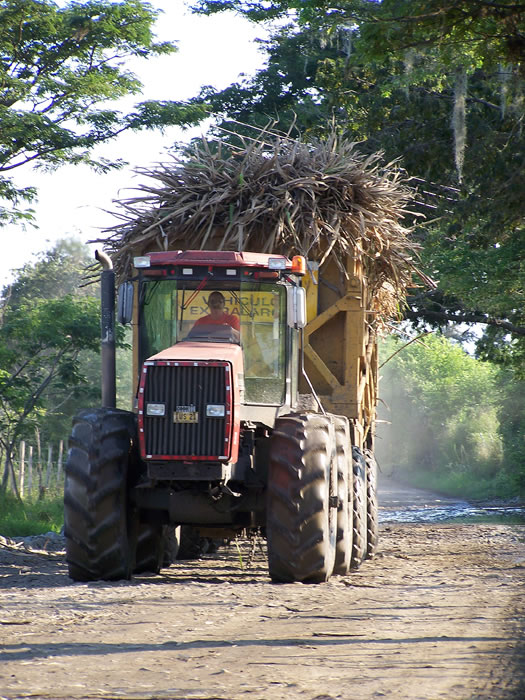
Tras ser cortada la caña de azúcar, esta es llevada a los ingenios azucareros en largos remolques llamados trenes cañeros. Cerca a Ginebra.

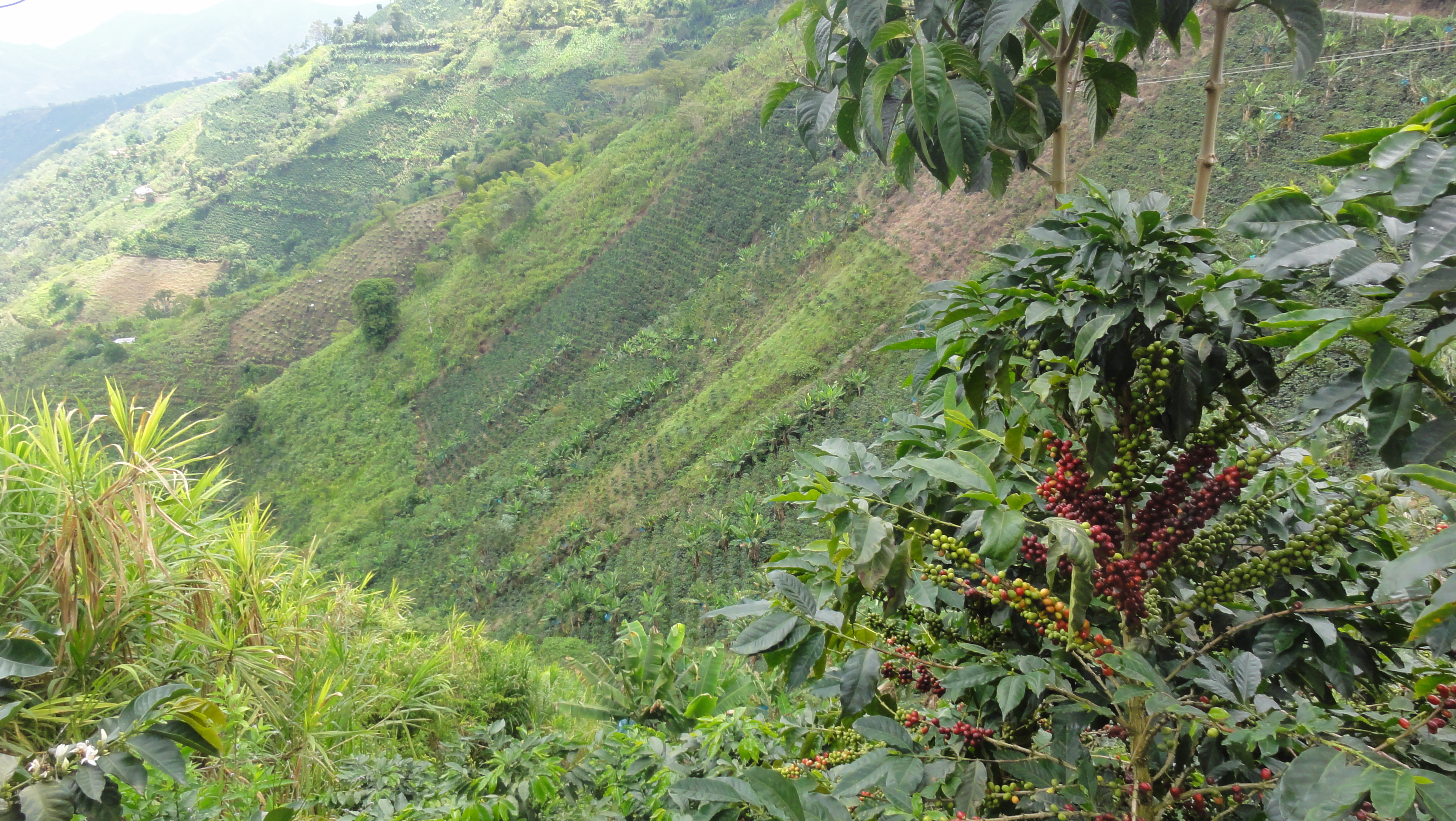
El Águila, vista de las plantaciones de café; una de las principales actividades económicas del norte del Valle del Cauca.

Según estadísticas del DANE, en 1994 el crecimiento del PIB anual de la región vallecaucana era casi el doble del mismo índice a nivel nacional. 1999. Desde entonces el crecimiento del PIB del Valle ha sido positivo, sin embargo su participación a nivel nacional ha venido cayendo desde 1995 como se puede apreciar en la gráfica. El Departamento contribuye de manera importante a la economía nacional. Según estadísticas del año 2005, en lo agrícola el Valle contribuye con un 5.37% de la producción nacional, Antioquia (15,48%) o Cundinamarca (12,81%). En los productos de pesca la región vallecaucana ocupa el primer lugar aportando el 36% de la producción total del país. En cuanto a la minería, el Valle no es región de metales pero existen de manera ilegal en el Parque Los Farallones minas de oro, que terminan como fuente de financiación de grupos armados al margen de la ley producto de la explotación ilegal o cobro de extorsiones a los dueños de minas ilegales; sin embargo, en cuanto a minerales no metálicos el departamento aporta el 8,15% del valor agregado de toda Colombia. La industria Vallecaucana contribuye en un 13,81% del valor agregado nacional, superado únicamente por Bogotá con un 25,39% y Antioquia con un 18,20%. El "clúster" de la industria gráfica, azucarera y farmacéutica es el más importante de Colombia, incluyendo además la producción de alimentos, bebidas y tabaco, aportando un 16% del valor agregado a nivel nacional, sobrepasando a Antioquia y únicamente superado por Bogotá. En cuanto a comercio, a nivel nacional Bogotá tiene un 32,22% del valor agregado nacional, Antioquia un 13,25% y el Valle un 11,34%.
En servicios de transporte el Valle tiene 12,52% del valor agregado nacional, superado por Bogotá con un 25,75%. En servicios financieros el Valle tiene un 9,75% del valor agregado nacional, luego están Bogotá (48,39%) y Antioquia (14,59%). El Índice de Precios al Consumidor (IPC) de Cali ha sido desde la década pasada uno de los más bajos entre las ciudades colombianas. Cerca del 78% de los caleños están en edad de trabajar (más de 18 años). En el 2005 por primera vez en 6 años, la ciudad presentó un índice de ocupamiento por encima del 60%, lo cual confirma el buen estado de la economía, liderada principalmente por el crecimiento en industria manufacturera, la agricultura y el comercio entre otros.
El departamento es reconocido por su industria azucarera, la cual provee los mercados de Colombia y países cercanos. El azúcar es obtenida de los grandes sembrados de caña de azúcar, la cual fue traída al departamento por Sebastián de Belalcázar, obteniendo unos de los mayores rendimientos por hectárea a nivel mundial, debido a la industrialización y economía de escala que se aplica en la zona Vallecaucana. También se destaca la producción industrial de la ciudad de Yumbo (capital industrial de Colombia), donde se encuentran numerosas empresas, especialmente de papel, química y de cemento y la producción agroindustrial que circunda a las ciudades de Palmira, Tuluá, Buga, Cartago y Zarzal, además de la importantísima producción cafetera y frutícula de Sevilla, Caicedonia y demás poblaciones nortevallecaucanas. El puerto de Buenaventura es el principal puerto de Colombia sobre el Océano Pacífico, permitiendo la entrada y salida de productos y siendo de gran importancia para la economía del departamento y del país, además de ser vía primordial para la ya establecida Alianza del Pacífico, asociación económica de primer orden que tiene al Valle del Cauca como principal protagonista.

## Infraestructura

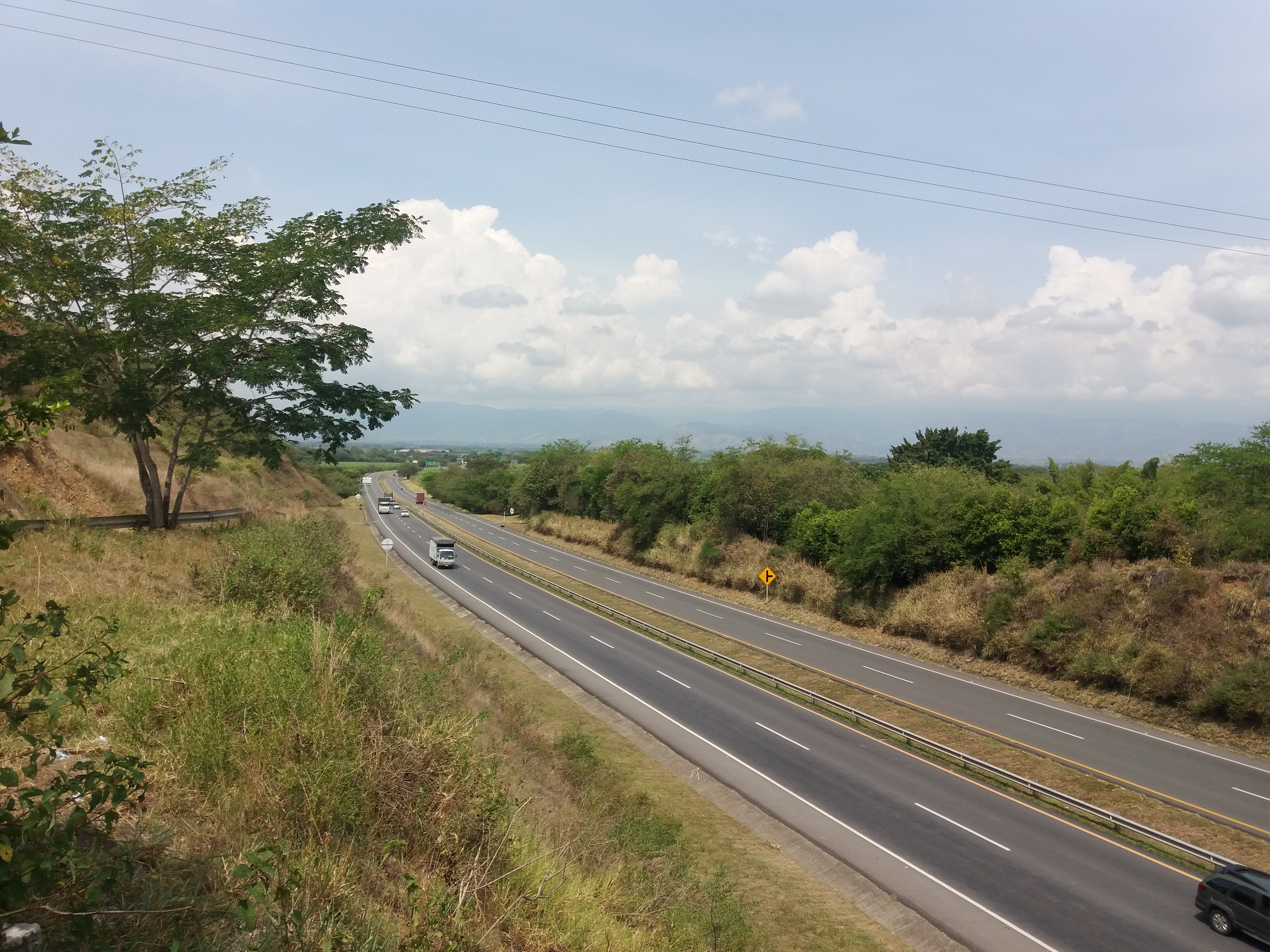
Autopista de la Ruta 25 entre Tuluá y Andalucía.

### Vial
El departamento de Valle del Cauca posee un desarrollo vial importante que es consecuencia de su ubicación sobre el Océano Pacífico y su integración comercial con el mundo. En el departamento existen 8.300 km de vías de las cuales 690 km son de autopistas de doble calzada que conectan al Valle del Cauca con Colombia. La vía panamericana atraviesa todo el departamento y lo conecta con varios países de América.
El departamento tiene la mejor red vial del país, al contar con el mayor número de kilómetros de autopistas del país destacándose la autopista Cali - Palmira - Cerrito - Guacarí - Buga; la llamada doble calzada Buga, Tuluá, La Paila (considerado el tramo más moderno de autopista en Colombia); la autopista La Paila - Zarzal - Cartago - Cerritos - Pereira (Risaralda); la Autopista Cali - Yumbo; Cali - Jamundí - Santander de Quilichao (Cauca); y la Autopista Buga - Loboguerrero - Buenaventura (En construcción). Y cuenta con muchas de sus vías secundarias y terciarias en buen estado. 

### Ferroviaria
La red férrea del Valle del Cauca cuenta con 500 km y facilita el transporte de mercancía desde el Puerto de Buenaventura - Armenia a través del Ferrocarril del Pacífico.

### Aeroportuaria
En el Valle del Cauca hay cinco aeropuertos en operación actualmente. El aeropuerto más importante del departamento es el aeropuerto Alfonso Bonilla Aragón de Cali, siendo el tercero en importancia en Colombia después del Dorado (Bogotá) y el José María Córdova (Medellín). Otros aeropuertos que están actualmente en operación en el departamento son el Aeropuerto Gerardo Tobar López de Buenaventura, el Aeropuerto de Santa Ana de Cartago, el Aeropuerto Heriberto Gil Martínez en Tuluá.

### Zonas francas y parques industriales

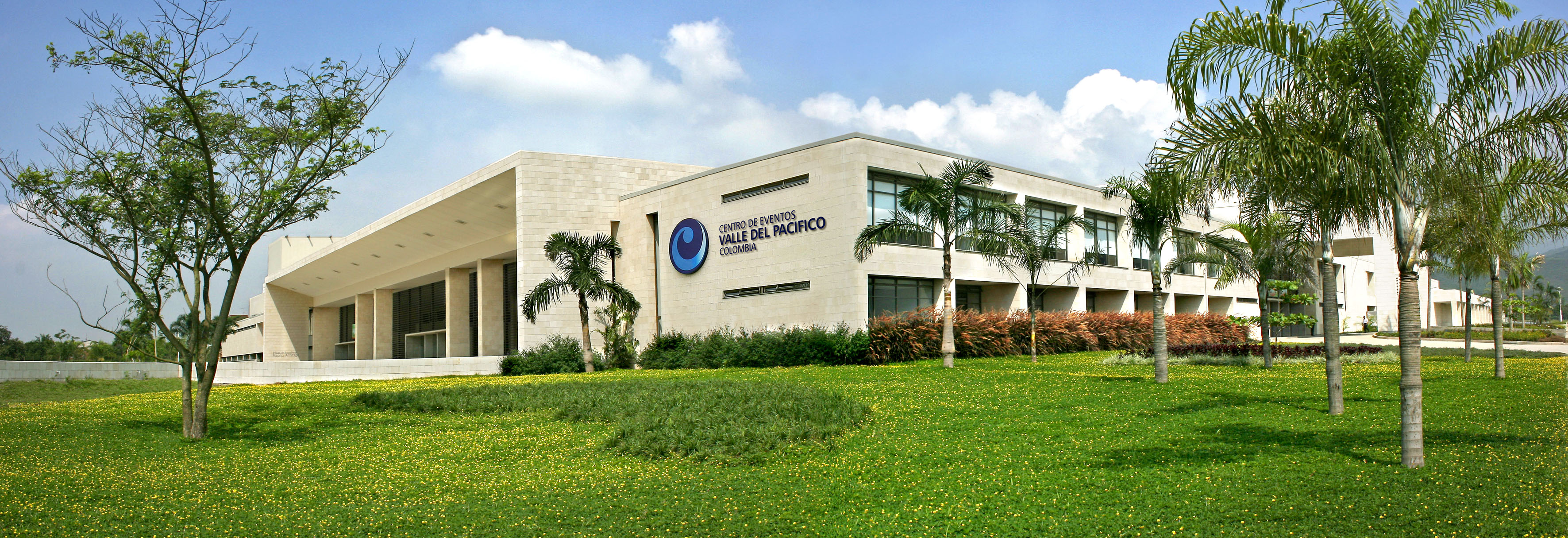
Centro de Eventos Valle del Pacífico en la autopista Cali - Yumbo.

Las zonas francas existentes en el Valle del Cauca son:
- Zona franca del Pacífico
- Zona franca Palmaseca
- Celpa
- Parque sur
- Zonamerica

### Portuaria

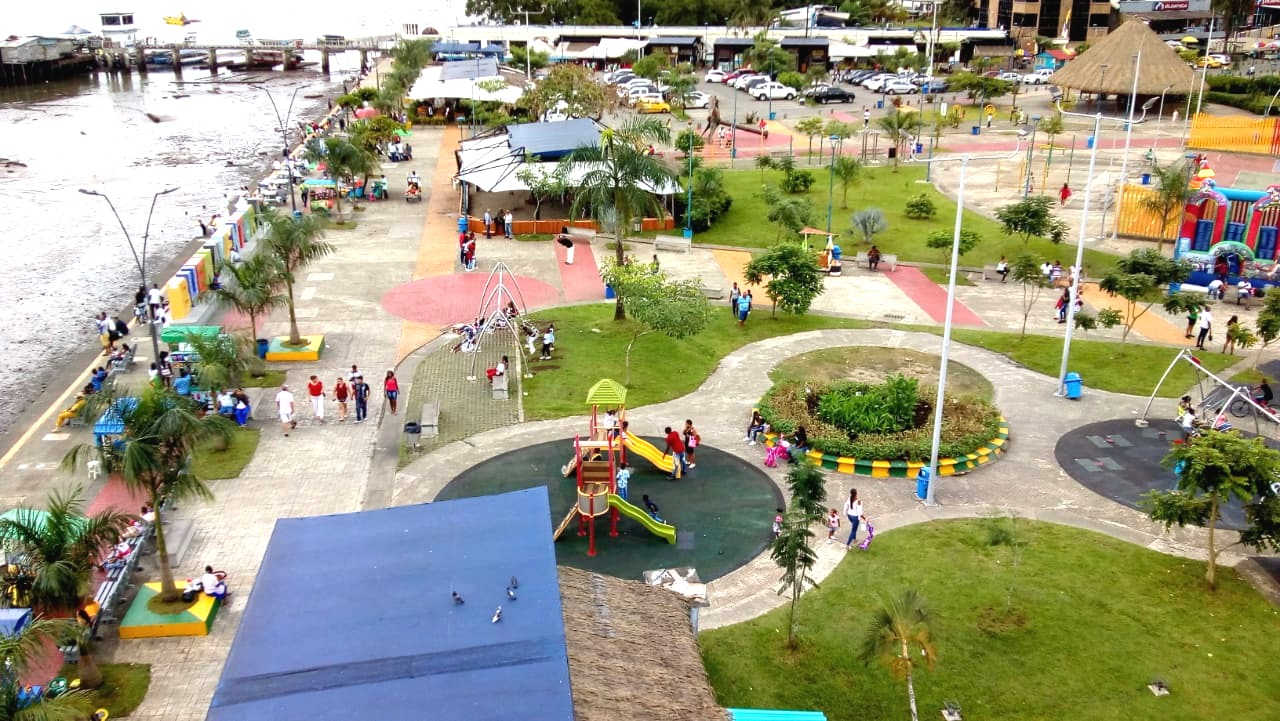
Malecón de Buenaventura.

El puerto de Buenaventura es el principal puerto de Colombia sobre el Océano Pacífico y el único puerto polivalente de Colombia, posee terminaciones especializadas en gráneles, contenedores, líquidos, sólidos, etc. La ciudad de Buenaventura se ubica orillas del Océano Pacífico y se enlaza con aproximadamente 203 puertos marítimos en todo el mundo, el Puerto de Buenaventura moviliza el 82% del comercio exterior en Colombia.

### Telecomunicaciones
El departamento del Valle del Cauca ha desarrollado una alta infraestructura en telecomunicaciones siendo una de las mejores de Colombia. El departamento cuenta con 4500 km de fibra óptica a nivel de nodos de transmisión y con 18 canales distribuidos en 4 anillos. Las ciudades en el departamento cuentan con una amplia oferta en servicios de Internet y telefonía, existen 11 empresas proveedoras de telefonía con 1’500,000 líneas y más de 900,000 están en servicio. En servicios de internet hay más de 23 empresas proveedoras de este servicio que cuentan con una capacidad de más de 175,000 Mbps.

## Arte y cultura

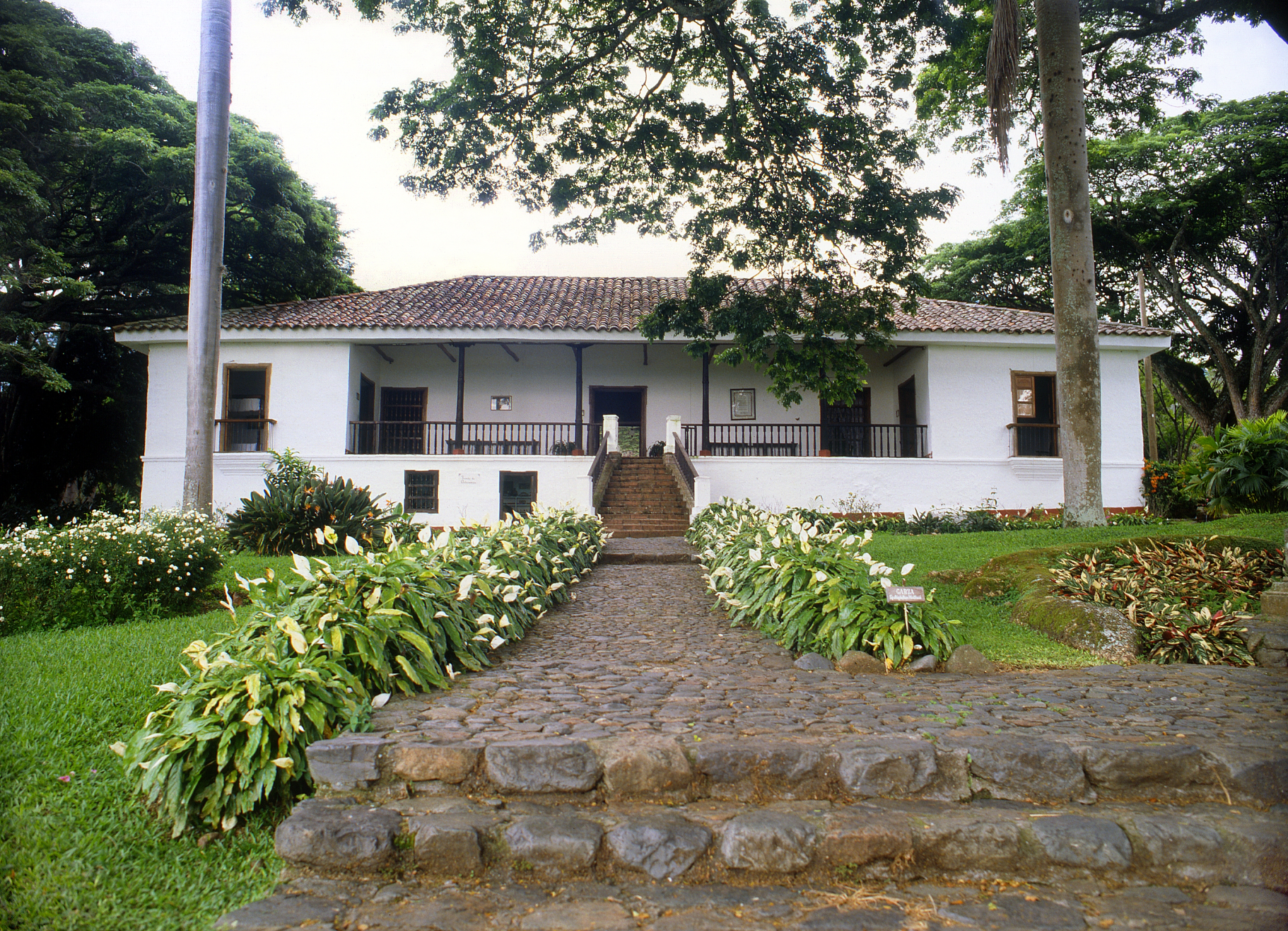
Hacienda El Paraíso en Santa Elena, El Cerrito.

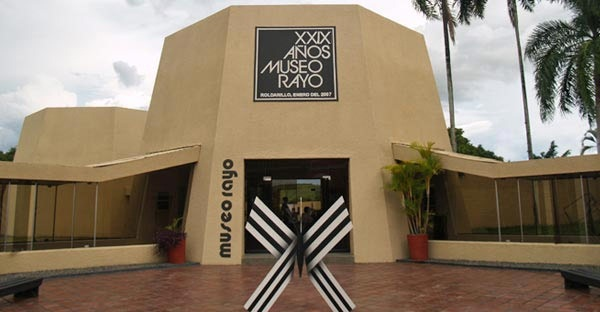
Museo Rayo en Roldanillo.

Culturalmente el departamento se divide en varias regiones, las cuales corresponden a procesos históricos influenciados en gran medida por su geografía.
El departamento es dividido en dos según las regiones naturales de Colombia. La región Pacífica ubicada al oriente de la Cordillera occidental, que comprende en su gran mayoría la zona municipal de Buenaventura. La región Pacífico está fuertemente influenciada por la significativa presencia de población afrocolombiana.
El resto del departamento está incluido en la región Andina. El norte del departamento y las vertientes norte de las cordilleras Central y Occidental se encuentra influenciada por el poblamiento de colonos antioqueños, el sur tiene una fuerte influencia el acento valluno, mientras la región central sirve de puente entre el norte y sur del departamento vallecaucano.
Entre los artistas más destacados del Valle del Cauca se encuentran el pintor Ómar Rayo, Andrés Caicedo, Enrique Buenaventura, Gustavo Álvarez Gardeazábal, el novelista y poeta Jorge Isaacs, el escritor Eustaquio Palacios, Isaías Gamboa, Jotamario Arbeláez, los hermanos Hernando, Lucy Tejada, Jairo Varela, Edmundo Arias, Antonio María Valencia y el maestro Pedro Morales Pino. Asimismo, el músico, poeta e inspirador colombiano de música del Pacífico Petronio Álvarez (1914-1966) que nació y murió en Valle del Cauca.

### Arquitectura

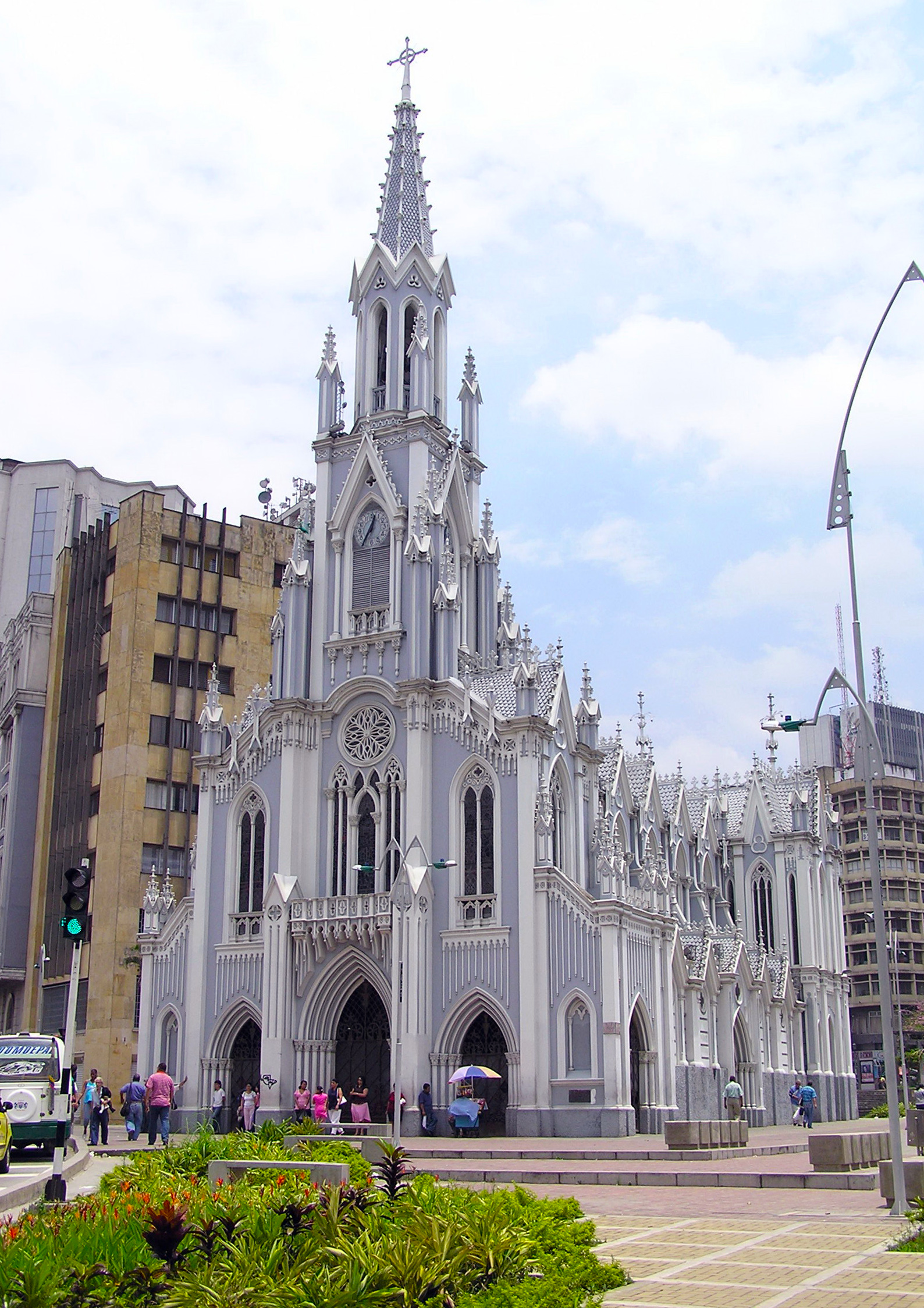
Iglesia la Ermita, Cali.

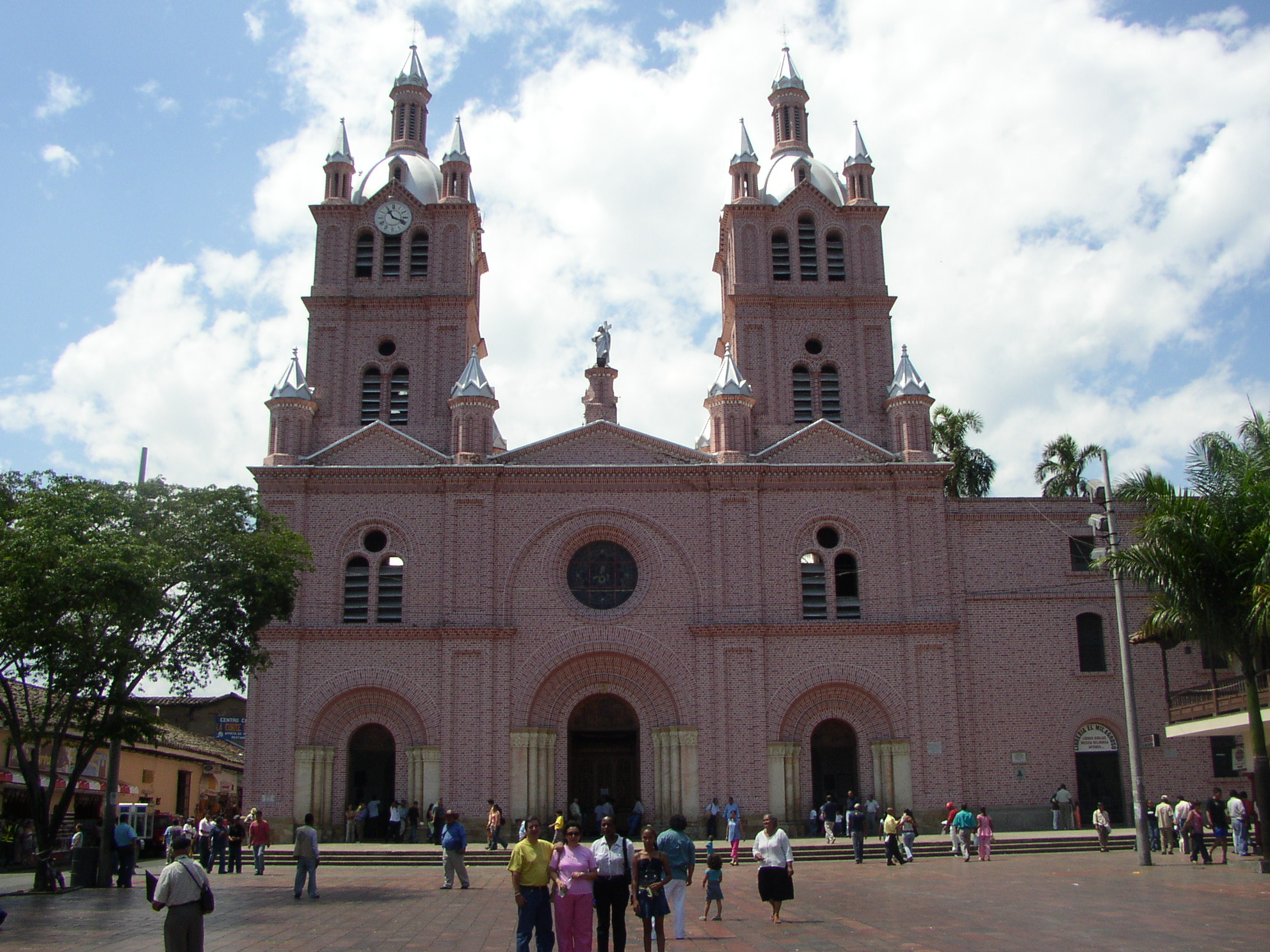
Basílica del Señor de los Milagros, Buga.

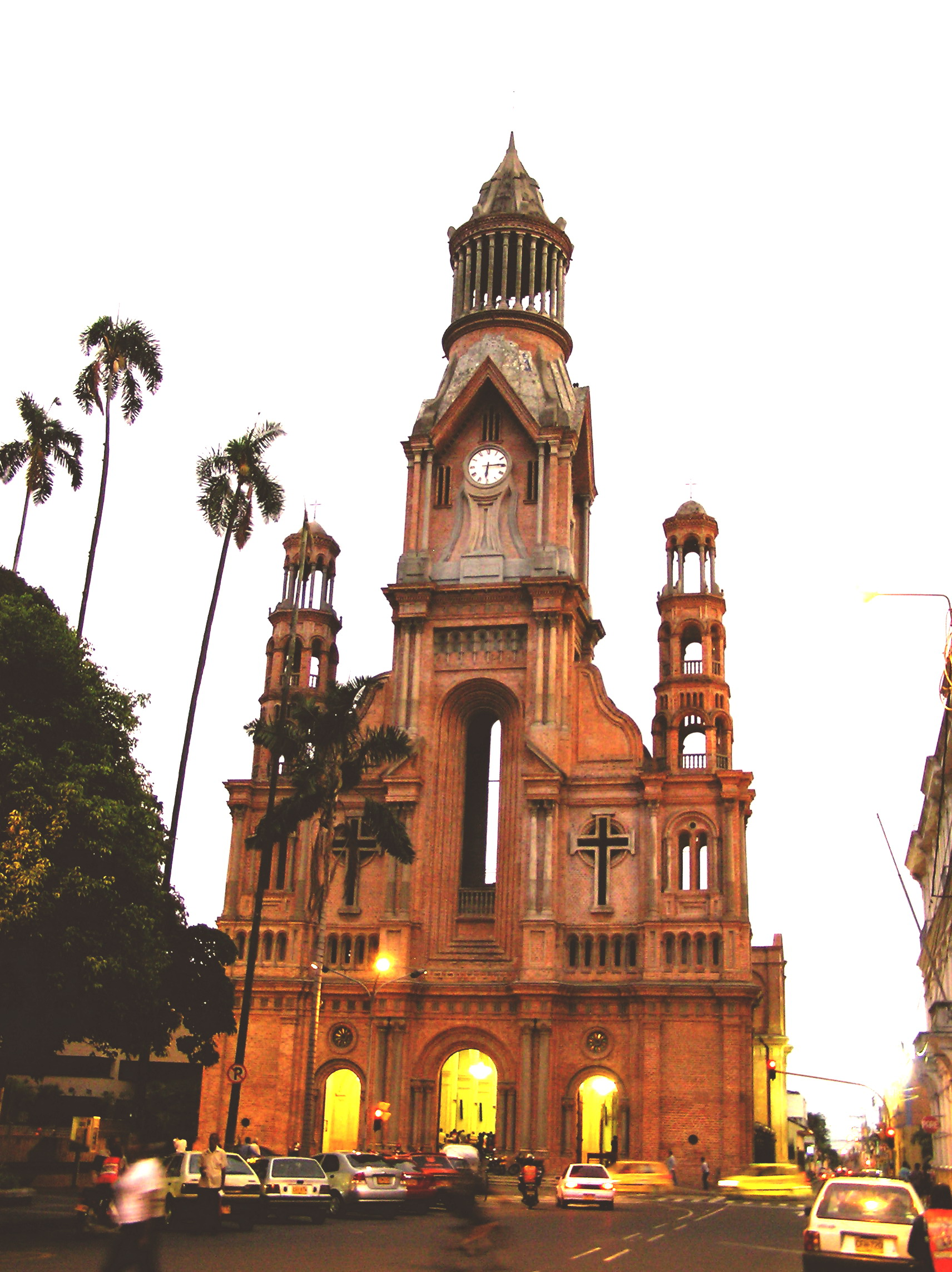
Catedral de Nuestra Señora del Rosario del Palmar, Palmira.

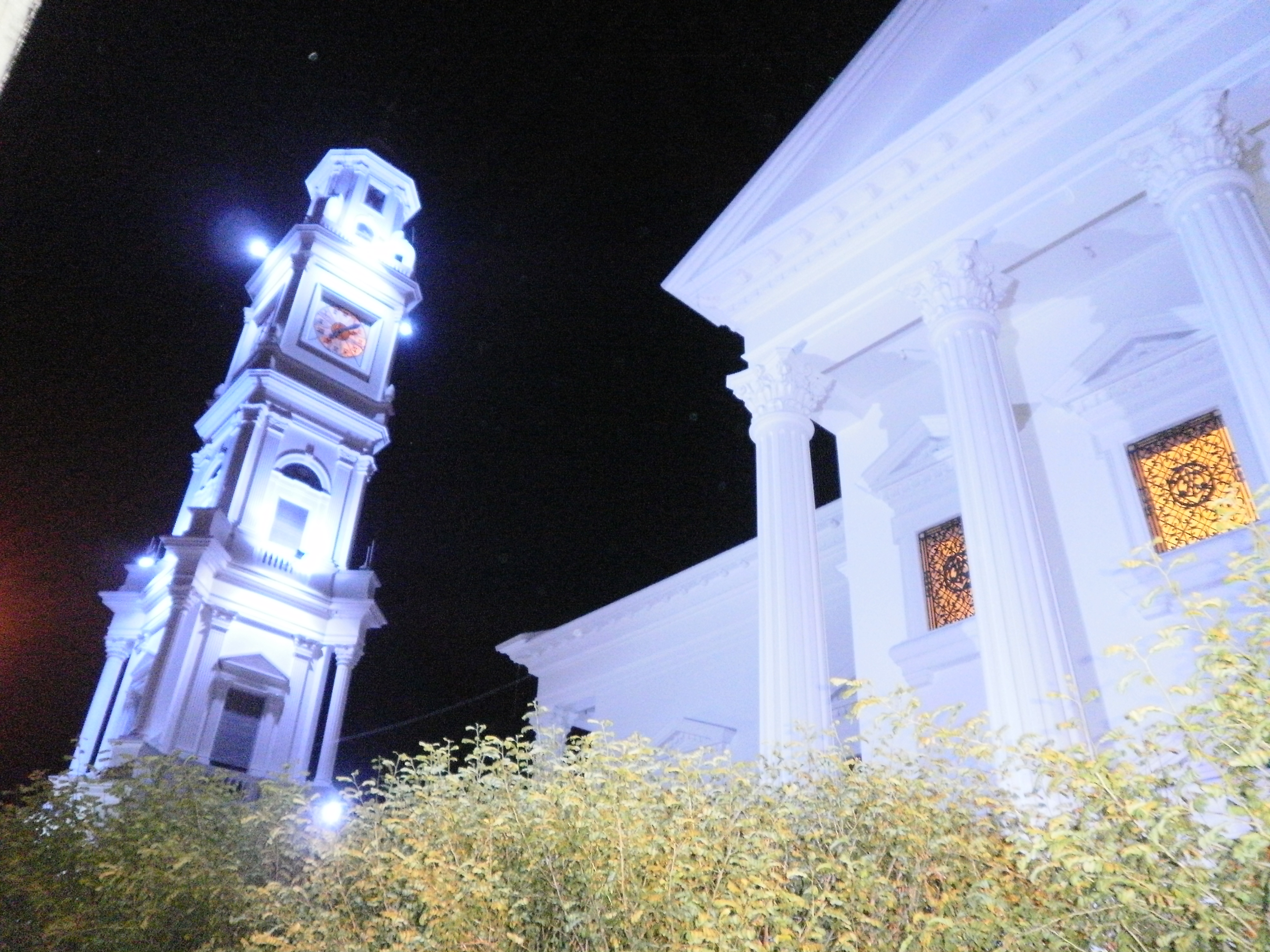
Catedral de Nuestra Señora del Carmen, Cartago.

El Valle del Cauca fue históricamente una zona dedicada a la hacienda, pastoril y agrícola. Por esta razón, en la región no se dio un desarrollo arquitectónico tan precioso, artístico y de influencia europea como el de la ciudad de Popayán, y más bien se construyó de manera sencilla, auténtica y popular. Es desafortunado que en esta región, muchos de los edificios con valor arquitectónico e histórico han sido destruidos para sobreponer obras modernas sin valor artístico. Los materiales de las construcciones coloniales son básicamente la madera y el ladrillo cortado; hubo muy poca construcción en piedra.

#### SigloXVI
La inestabilidad que daban los frecuentes ataques de los indios impidió que se establecieran poblaciones grandes y por esto retrasó el desarrollo arquitectónico de la región. La mayoría de las construcciones en el siglo XVI eran de carácter provisional, con la excepción de la iglesia matriz de San Pedro en Cali (debe anotarse que de esta iglesia matriz solamente se tienen referencias históricas). Otra construcción de la época es el Iglesia de la Merced de Cali, donde según relatos se celebró la primera misa de la naciente ciudad en 1541. La iglesia de la Merced del siglo XVI era de construcción pajiza, muy diferente de la actual construcción que se encuentra en el centro de la ciudad. En 1573 fue fundado en convento franciscano de Santa Catalina del Monte Sinaí. En el centro del departamento se empezó la construcción parroquial de San Pedro en 1574, iglesia que fue posteriormente destruida por el sismo de 1766. Posteriormente los dominicos empezaron la construcción de la iglesia del convento bugueño, la cual fue terminada solo hasta 1616

#### SigloXVII
De este periodo datan los conventos de Santo Domingo (desaparecido) y San Agustín en Cali, la reconstrucción de la iglesia matriz de San Pedro y la desaparecida Ermita Vieja. La Ermita Vieja estuvo dedicada a Nuestra Señora de la Soledad y al señor del Río, aunque desaparecida, se sabe por una pintura de Farfán que no era una edificación de gran valor arquitectónico, y era más bien caracterizada por su sencillez.

#### SigloXVIII
Datan de este siglo dos joyas arquitectónicas de Cali: Capilla de San Antonio y el Convento de San Francisco con su preciosa torre mudéjar de 23 m de altura. En El Salado, a 47 km de Cali en la vía al mar, se construye en 1770 la iglesia de El Salado con una torre mudéjar similar a la del convento franciscano en Cali, hoy en día únicamente la torre se conserva.
En Buga se construyó la Iglesia Matriz de San Pedro a un costado de la Plaza Mayor; aunque es una construcción más antigua, fue reconstruida y embellecida arquitectónicamente después del terremoto de 1766. La Iglesia Matriz de San Pedro en Buga es la más interesante obra arquitectónica del siglo XVIII en el Valle del Cauca. La Iglesia de San Francisco en Buga es más alta que la de San Pedro. La iglesia de Santo Domingo fue destruida por el sismo de 1766 y fue reconstruida como Iglesia de San Pedro.
La Iglesia o templo San Francisco del antiguo convento Franciscano en Cartago fue inaugurada a principios del siglo XVIII. Fue una construcción inestable que se cayó en 1730 y reconstruida mediocremente en 1786. La Iglesia de Guadalupe en Cartago fue terminada en 1810, es del mismo estilo de la iglesia de San Francisco y es destacable la utilización del ladrillo cortado en casi la totalidad de la construcción, fue restaurada en el año 2015, siendo su aspecto exterior actualmente blanco.
Aparte de la arquitectura religiosa, es de importancia en el Valle del Cauca la arquitectura de las haciendas de la región. Del siglo XVII datan la Hacienda de la Concepción en Amaime, que es quizás la casona más hermosa de la región vallecaucana y se destaca que se ha mantenido casi intacta, se destaca su capilla. También de este siglo son la hermosa y evocadora Hacienda Cañasgordas en Cali, inmortalizada en la novela El alférez real de Eustaquio Palacios. Otra hacienda vallecaucana de valor arquitectónica era la de Pampamá en Buga, la cual desapareció completamente excepto por las ventanas de la capilla que fueron salvadas a tiempo de los huaqueros.
Otras obras de interés en la región son la Iglesia parroquial de Jamundí, que fue posiblemente terminada antes de 1730 y ha sido restaurada en nuestros días. Es meritorio mencionar la casa cural de Guacarí como otra obra representativa de este siglo.

### Gastronomía
De la gastronomía vallecaucana se destacan el champús, el masato, el arroz atollado, el sancocho de gallina, el cholado, el chontaduro, la lulada, el pandebono, el manjar blanco, el dulce de cortado, el pandeyuca, la manga, las marranitas, los aborrajados, la gelatina de pata, la arepa valluna, entre muchas otras delicias.

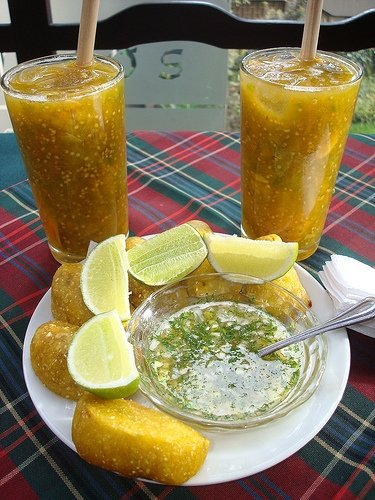
La lulada es una bebida típica del Valle del Cauca, especialmente de Cali, capital del departamento.

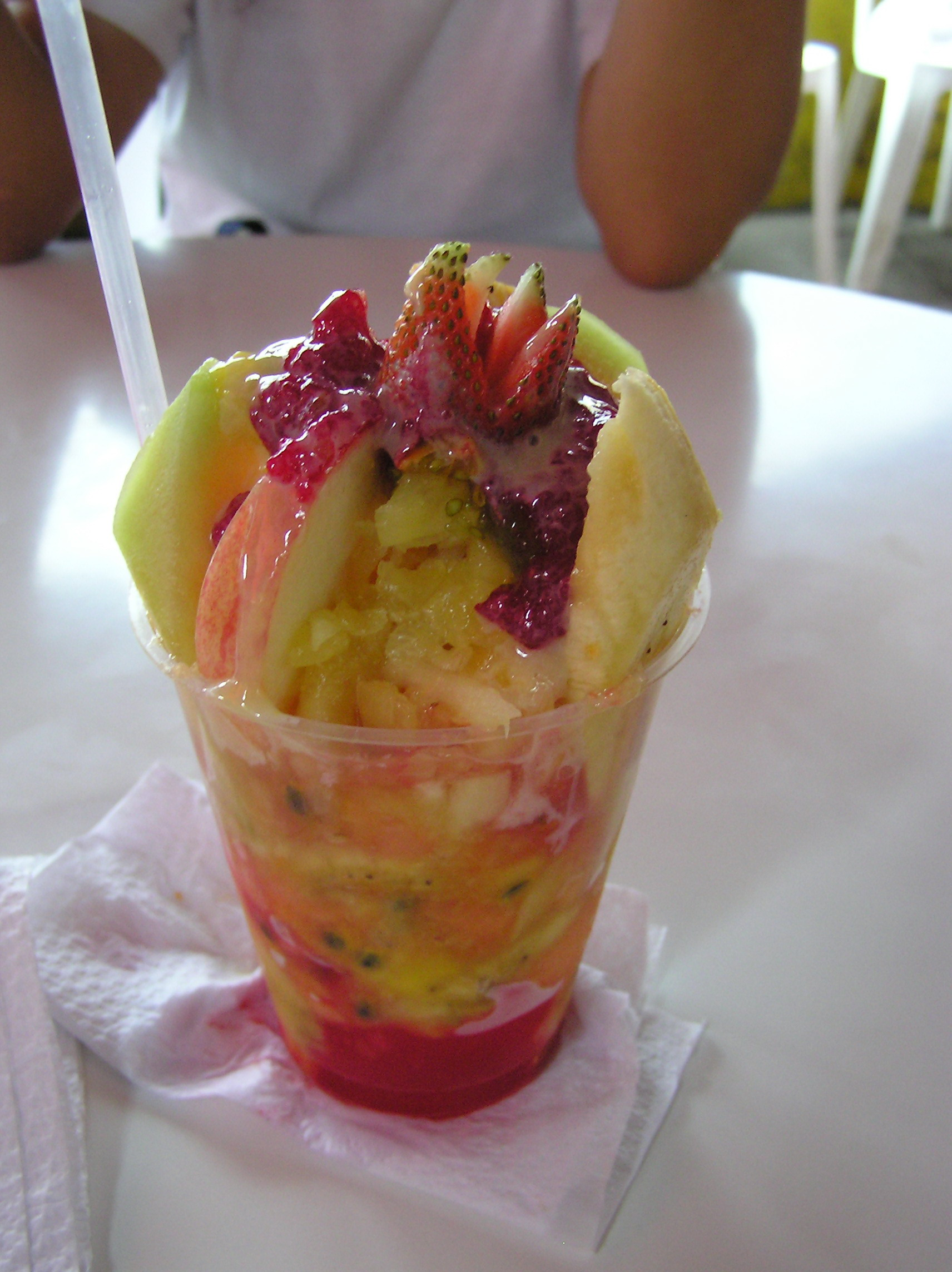
Cholado en Jamundí, Valle del Cauca.

Los orígenes de la cocina vallecaucana se desarrollaron en el centro del Valle, más concretamente en inmediaciones de Buga, municipios aledaños y grandes haciendas hasta llegar a Tuluá, Cartago y sus alrededores; el sur del departamento (Cali, Palmira), fue claramente influenciado por la cocina del Cauca Grande, que tuvo como centro a Popayán, e incluye la cocina vallecaucana ingredientes de la cocina del litoral Pacífico (Buenaventura).
Amasijos y Principios
- Pandebono
- Arepa valluna
- Panderos
- Aborrajados
- Empanadas vallunas
- Tostadas con hogao
- Masitas de choclo tierno
- Marranitas
- Torta de chontaduro
- Cuaresmeros
- Tajadas de plátano
- Torta de maduro
- Tostadas de plátano
- Plátano asado con queso

Bebidas
- Champús
- Guarapo
- Lulada
- Jugo de borojó
- Jugo de chontaduro
- Sorbete de badea
- Fresco de aguacate

Dulces y Postres
- Cholado
- Caspiroletas
- Gelatina blanca y negra (Andalucía)
- Manjar blanco
- Dulce desamargado
- Torta de pastores
- Suspiros
- Dulce de panelitas
- Macetas
- Dulce de leche
- Dulce de yuca
- Dulce de coco
- Dulce de orejera
- Dulce de mango
- Dulce de ñame
- Dulce de arroz
- Tajadas en melao

Platos y Sopas
- Arroz atollado
- Chuleta valluna
- Tamales vallunos
- Tamal de piangua
- Pusandao
- Fiambre
- Sancocho de gallina
- Sancocho de cola
- Cus-cus
- Arroz de panela
- Viuda de pescado
- Sancocho de carne salada